# Le Docteur (Doctor Who)
Le Docteur est le personnage principal de la série télévisée de science-fiction britannique Doctor Who, produite par la BBC. En 2025, 37 acteurs ont officiellement interprété le rôle principal du Docteur, le Premier étant William Hartnell. L'actuel est joué par Billie Piper, cependant elle reste un mystère quant à sa véritable identité. Mais de nombreux autres vies et visages du Docteur furent également interprétés par de nombreux acteurs.
D'après un sondage du Daily Telegraph, le Docteur est l'extraterrestre de fiction préféré des Britanniques.
Le Docteur ne s'appelle pas « Doctor Who ». La fonction du « Who » (« Qui ? », en anglais) est de souligner la nature énigmatique du personnage et de son nom. La confusion a été entretenue par certains génériques de la série qui le créditent sous le nom de « Doctor Who ».

## Contexte
Le Docteur est l'Enfant Intemporel, un extraterrestre découvert et adopté par une exploratrice nommée Tecteun, originaire d’une population autochtone de Gallifrey, les Shobogans. Découvrant à la suite d'un accident mortel que l'enfant se régénère, Tecteun se mit à étudier le processus de régénération qui le sauva et qui consiste en un remplacement de toutes les cellules lors de la mort, provoquant un changement d'apparence voire de sexe. Elle copia la partie du génome responsable de la régénération et se l'injecta, ce qui fit d'elle la première d'une nouvelle espèce qui se proclama Seigneurs du Temps.
Après une durée indéfinie, durant laquelle l’Enfant Intemporel effectua plusieurs missions pour le compte de la Division (sorte de service secret Gallifreyien), une partie de ses souvenirs fut effacée. Depuis, l'enfant se pense être, lui aussi, Gallifreyien et Seigneur du Temps. Il prend par la suite le nom de Docteur lorsqu'il devient un paria en quittant la planète Gallifrey, par peur de la détruire et à cause du nombre trop élevé de règles.
L’Enfant Intemporel, devenu le Docteur, voyage dans l'espace-temps grâce à un vaisseau spatial, le TARDIS (Time and Relative Dimension in Space / Temps À Relativité Dimensionnelle Inter-Spatiale dans la version française). L'intérieur de la cabine bleue est nettement plus vaste que ne l'indique son apparence, ce qui ne manque pas de surprendre ceux qui la découvrent. Bien qu'extra-terrestre, le Docteur a une apparence physique semblable à celle des êtres humains (selon lui, ce sont les humains qui ressemblent aux Seigneurs du Temps).
Le Docteur explore généralement l'univers de façon aléatoire, utilisant ses vastes connaissances en science, en technologie et en histoire pour se sortir des mauvais pas. Le caractère imprécis de ses voyages est initialement attribué à l'âge et au manque de fiabilité du système de navigation du TARDIS. Lors des épisodes The War Games (1969) et Planète Morte (2009), on apprend que le Docteur a volé le TARDIS. Il n'était sans doute pas à l'aise avec ces systèmes de navigation et donc incapable de le faire fonctionner correctement. Il précise d'ailleurs dans le final de la Saison 4, La Fin du voyage (2008), que pour naviguer correctement, le TARDIS nécessite 6 pilotes, ce qui peut aussi expliquer les erreurs de navigation. Dans L'Âme du TARDIS (2011), on découvre que le TARDIS possède une âme et une conscience propre lors de son incarnation en femme et que c'est elle qui a décidé de partir avec le Docteur en se laissant voler par lui. Elle explique avant de disparaître que, parfois, elle décide d'emmener le Docteur là où on a besoin de lui plutôt que là où il souhaite aller.
Le Docteur visite les planètes, en quête d'aventure. Il voyage avec des compagnons, souvent de leur plein gré, même s'il est arrivé, surtout au début de la série, qu'il ait des compagnons « accidentels ».
Le Docteur possède également un tournevis sonique doté de diverses fonctions : ouvrir les portes, manipuler des objets, fermer une issue, etc. Il dispose aussi de nombreux gadgets dont le papier méta-psychique.

### Enfance
On ne sait pas grand-chose de l'enfance du Docteur. La première série et l'épisode 10 de la saison 12 de la nouvelle série fait souvent référence à l'époque où il était à l'Académie. Il y avait parmi ses professeurs Borusa, un Seigneur du Temps qui devint président du haut conseil de Gallifrey, et le professeur Azmaël dans The Twin Dilemma (1984). Parmi les autres élèves notables de l'Académie, on peut citer le Maître et la Rani. Il faut attendre le troisième Docteur pour avoir des détails sur sa vie d'avant l'Académie : il a grandi dans une maison sur le flanc d'une montagne.
Dans La Cheminée des temps (2006), Madame de Pompadour voit quelques-uns de ses souvenirs d'enfance lors d'un contact télépathique et s'écrie : « Oh, quelle enfance si solitaire ! Oh Docteur, si solitaire vraiment, si triste et si seul… Un petit garçon abandonné, seul par le passé et seul maintenant… Comment supportez-vous ça ? ». Cependant, quand Martha lui demande s'il a un frère dans l'épisode La Loi des Judoons (2007), il répond : « Non… je n'en ai plus, il ne reste plus que moi ». Dans le même épisode, il indique de façon narquoise qu'à la crèche, lui et ses camarades jouaient avec des briques de rayons X.
Lors de l'épisode La Terre volée (2008), lorsqu'il se trouve avec Donna devant la cascade de Méduse, il lui confie « Je suis venu ici quand j'étais enfant. J'avais alors 90 ans. »
Dans l'épisode Que tapent les tambours (2007), le Docteur décrit la cérémonie d'initiation à laquelle sont soumis tous les enfants de l'Académie : à l'âge de huit ans, ils sont conduits devant un portail et doivent observer le Vortex du Temps, au risque de sombrer dans la folie, même si le spectacle peut aussi en inspirer certains. Le Docteur avoue s'être enfui après la cérémonie.
Dans Jamais seul (2014), on voit pour la première fois les parents du Docteur. Le Seigneur du Temps est présenté comme un enfant craintif et isolé, ayant peur du noir. Son père estime qu'il ne fera jamais un bon Seigneur du Temps, et veut qu'il entre à l'école militaire pour mieux apprendre la discipline. Une autre référence à ses frères est alors discrètement placée.

### L'adolescent et le jeune adulte
Le Docteur entre à l'Académie à l'âge de huit ans, comme tous ses camarades seigneurs du temps. Il a comme camarades le Maître, la Rani, l'ingénieur Drax mentionné dans The Armageddon Factor (1979) et le journaliste Runcible dans The Deadly Assassin (1976). La classe du Docteur à l'Académie de Gallifrey est la classe no 92. Le Septième Docteur raconte que son surnom à l'académie était "Thêta Sigma" dans The Happiness Patrol (1988) ; ce Docteur dit également que si la Rani a étudié la biochimie, lui a fait des études de thermodynamique, qui était sa matière préférée dans The Mark of the Rani (1985). On apprend dans Montée en enfer (2015) que le Docteur alors adolescent s'est enfui avec la femme du président de Gallifrey. Puis le Douzième Docteur dément en disant qu'il a enlevé la fille et non la femme du président, expliquant le malentendu par un mensonge des Shobogans ; il est également dit qu'il a volé la Lune. Dans l'éternité devant soi (2017), ce dernier avoue que son premier amour était le Maître lui-même, quand ils étaient étudiants, ce qui sous-entend que le Docteur est bisexuel ou que le Maître a été une femme. Le Treizième Docteur raconte que ses professeurs, accablés de questions, refusaient souvent de lui répondre, avant de démissionner en désespoir de cause.
Il avoue dans La Famille de sang (2007) qu'il a appris à dessiner sur Gallifrey, probablement à l'Académie.
On apprend dans Montée en enfer (2015) que le Docteur est aimé et est devenu comme un « ami » pour les habitants exclus (Shobogans) de sa planète. Dans le même épisode, on voit qu'il est très respecté par les soldats Gallifreyiens depuis sa victoire dans la Guerre du Temps, et ils refusent de l'exécuter. Toujours dans le même épisode, le Docteur raconte que lorsqu'il était adolescent, alors extravagant et insouciant, il est entré dans le cloître de Gallifrey. Il en est ressorti des jours plus tard, sonné et à l'autre bout de la ville, après sa rencontre avec les « glisseurs » (spectres de la Matrice). Depuis, dit-il, les gens l'ont pris pour un fou.
Le Docteur a certainement eu une place importante dans la société des Seigneurs du Temps (en plus d'être un héros de guerre, il est plusieurs fois devenu président de sa planète) comme le prouve Rassilon qui le nomme "Monseigneur Docteur" dans La Prophétie de Noël, deuxième partie (2010). Il répète lui-même, sous sa septième incarnation, qu'il est plus qu'un simple Seigneur du Temps et qu'il est lié aux « âges des ténèbres », sans que l'on en sache plus.
Dans La Sorcière et son pantin (2015), Missy dit à Clara Oswald que le Docteur lui a offert une broche pour un événement particulier concernant sa propre fille (ce qui signifie que le Maître a eu une fille, peut-être sur Gallifrey).
Pour des raisons peu claires, le Docteur a fini par s'enfuir de sa planète natale, la saison 9 sous-entendant que cette fuite a un rapport avec l'Hybride, une légende gallifreyienne. On voit dans Le Nom du Docteur (2013) qu'il vole un TARDIS sur les conseils d'une dame du temps, écho de Clara Oswald. Il emmène sa petite fille, Susan Foreman, avec lui et également la main d'Oméga, le manipulateur stellaire des Seigneurs du Temps qu'il a laissé sur Terre en 1963 comme mentionné dans Remembrance of the Daleks (1988). On apprend dans Les Anneaux d'Akhaten (2013) que le Docteur a emmené Susan sur la planète Akhaten.

### Famille
Les références à la famille du Docteur sont rares dans la série. Pendant les deux premières saisons, il voyageait avec sa petite-fille, Susan Foreman. Il confirme cette ascendance à Clara Oswald en lui révélant qu'il a déjà visité Akhaten avec « sa petite-fille » dans Les Anneaux d'Akhaten (2013). Il précise dans La Loi des Judoons (2007) qu'il n'a plus de frères, ce qui tendrait à prouver qu'il en a eu auparavant. Une autre mention est aussi faite dans Jamais seul (2014) avec les deux Seigneurs du Temps qui pourraient être les propres parents du Docteur (ses frères y sont aussi référencés). Dans Arachnides au Royaume-Uni (2018), le Treizième Docteur affirme qu'il a déjà eu des sœurs et, dans La Femme qui venait d'ailleurs (2018), elle parle brièvement de sa famille et de son deuil.

« Yazmin : Avez vous de la famille ? 
Le Docteur  : Non. Je les ai perdus il y a très longtemps.
 Ryan : Comment vous tenez le coup ?
Le Docteur : Je les emmène avec moi. Ce qu'ils auraient pensé, dit, et fait. J'en fais une partie de qui je suis. Même s'ils sont partis pour le monde, ils ne le sont jamais pour moi. »

— Le Docteur dans La Femme qui venait d'ailleurs (2018)
Le Treizième Docteur dit avoir eu sept grand-mères dans De l'autre côté (2018), dont une étant peut-être une espionne des Zygons et une autre lui racontant des histoires (dont celle du Solitract) pour la bercer.
Il est dit dans quelques épisodes comme La Fille du Docteur (2008) ou Londres 2012 (2006) que le Docteur a déjà été père et donc qu'il a déjà eu une épouse (très probablement gallifreyenne). Dans Mort au paradis (2014), Clara Oswald lui compte quatre femmes : River Song, Élisabeth Ire, Cléopâtre VII et Marilyn Monroe, en plus d'être fiancé à une aztèque nommée Cameca dans l'épisode The Aztecs (1964). Comme le mariage avec Cléopâtre est peu documenté, cette liste peut inclure une Dame du Temps non-nommée.
Le Docteur révèle en effet à Rose dans Londres 2012 (2006) qu'il a déjà été père. Il fait la même révélation à Donna dans La Fille du Docteur (2008) où il confesse avoir eu une femme et des enfants. Lors de ce même épisode, il se retrouve « accidentellement » père d'une jeune fille, Jenny. Le Docteur, la croyant morte, la laisse sur place pour permettre à ses amis de lui faire une cérémonie funéraire digne, mais la fin de l'épisode démontre qu'elle est toujours en vie — la « source de vie » de la planète Messaline l'ayant ressuscitée. Le reste de la famille du Docteur, quant à elle, est évoquée comme définitivement morte durant la Guerre du Temps dans L'Embouteillage sans fin (2007) et dans The Tomb of the Cybermen (1967).

« Le Docteur : Donna, j'ai déjà été père avant.
Donna : Comment ?
 Le Docteur : J'ai perdu tout ça il y a longtemps. En même temps que tout le reste. »

— Le Docteur à Donna Noble dans La Fille du Docteur (2008)
Au contraire de la série, les spin-off et les romans abordent plus facilement ce point : le Docteur serait fils « génétique » d'un Seigneur du Temps et d'une humaine, il est frère du Seigneur du Temps Irving Braxiatel (qui n'apparaît pas dans la série) et cousin de la maison de Lungbarrow,,,. Il est biologiquement lié à l’un des premiers Seigneurs du Temps, l'Autre, un personnage non-canon, époux d'une Dame du Temps immortelle, Patience. Susan Foreman, elle, est la petite fille d'une de ses précédentes vies, vues dans l'épisode The Brain of Morbius (1976). Ces détails fournis sont effacés par les épisodes officiels, qui préfèrent taire la généalogie du Docteur de Gallifrey.
Dans le film Le Seigneur du Temps (1996), le Huitième Docteur affirme être à moitié humain du côté de sa mère, une origine visible par ses yeux humains et non Seigneur du Temps. Il avoue néanmoins dans des publications ultérieures que cette information était un mensonge, le mensonge étant une de ses principales règles.
Le Maître fait de nombreux sous-entendus sur la nature de sa relation avec le Docteur. Il va jusqu'à dire "tu ne vas tout de même pas tuer ton propre…", ce qui tendrait à créer un lien familial entre eux.

### Vie amoureuse
« Je suis éternel. Je me régénère, mais les humains dégénèrent. Vous vieillissez et mourez. Imaginez ce qu'on ressent pendant que celle que vous... Vous pouvez passer le reste de votre vie avec moi mais je ne peux pas passer le reste de ma vie avec vous. Je dois continuer. Et tout seul. C'est la malédiction des Seigneurs du Temps. »

— Le Docteur à Rose Tyler, dans L'École des retrouvailles (2006)
De sa vie familiale avant son arrivée sur Terre, on sait peu de choses, si ce n'est qu'il est tombé amoureux du Maître à l'adolescence, ce qui tendrait à lui supposer une romance homosexuelle, bien que les genres et les sexes aient peu d'importance pour les Seigneurs du Temps. Le Docteur voyage initialement avec sa petite-fille Susan Foreman, mais ne fait que brièvement allusion à sa famille dans plusieurs épisodes[réf. nécessaire].
Longtemps la vie sexuelle du Docteur est restée un tabou, la série étant destinée à un public familial[réf. nécessaire]. Bien qu’aujourd’hui il puisse être considéré comme bisexuel du fait qu'il n'a lui-même pas de genre spécifié.
Le Docteur a eu de nombreuses relations notamment avec Rose Tyler pour qui il développe une réelle affection. Et il a été marié à de nombreuses reprises : on peut supposer une première fois sur Gallifrey avec une femme avec qui il aurait eu des enfants. On peut voir le Dixième Docteur se marier avec Élisabeth Ire dans l’épisode le Jour du Docteur (2013) mais il part la cérémonie à peine terminée et ne revient jamais ce qui voue au Docteur une haine tenace de la part d'Élisabeth Ire dans Peines d'amour gagnées (2007), il est mentionné dans l’épisode Le Fantôme des Noëls passés (2010) que le Onzième Docteur aurait épousé Marilyn Monroe par "accident", il aurait également eu une relation sérieuse avec Cléopâtre. Et aurait eu une relation avec Tasha Lem comme mentionné dans L'Heure du Docteur (2013) bien que l'on en sache peu sur cette relation. Ils semblent cependant très proches et se connaitre depuis longtemps.
Le Onzième Docteur a également été marié au professeur River Song. Elle rencontre également le Dixième Docteur dans Bibliothèque des ombres, première et deuxième partie (2008) et le Douzième Docteur dans Les Maris de River Song (2015). Bien que leur mariage puisse cependant être remis en cause vu qu'ils se marient dans une fausse réalité qui n'a jamais existé et que River épouse en fait le "Teselecta" dans lequel se trouve le vrai Docteur dans Le Mariage de River Song (2011). Eux se considèrent cependant bien comme mari et femme.
La relation entre le Docteur et River n'en reste pas moins bien réelle, malgré les complications qu’entraîne le fait qu'ils sont tous deux des voyageurs dans le temps. River a sa propre chronologie qui diffère de celle du Docteur — et des téléspectateurs. Ainsi sa première apparition dans Bibliothèque des ombres, première et deuxième partie (2008) correspond pour elle à sa dernière, et le Docteur fait sa connaissance de manière aléatoire au fil du temps. Par ailleurs, le personnage s'est régénéré deux fois et des versions différentes du personnage dans le temps apparaissent parfois dans un même épisode. Ce qui crée facilement des malentendus, des non-dits, des mensonges et beaucoup de complications et de mystères entre eux.
Le Douzième Docteur a une relation ambiguë avec Missy entre amour/haine.
Le Treizième Docteur entretient une relation très proche avec Yasmin Khan, malgré sa tendance à lui cacher des informations essentielles ou ne pas lui expliquer ses plans. Cette relation évolue en sentiments amoureux réciproques mais ne se concrétisera jamais, de par la volonté du Docteur de ne pas s’attacher, et "profiter du moment présent", afin d’éviter de souffrir de nouveau d’une perte future.

« Je ne peux pas m’attacher à quoi que ce soit. À un endroit. Ou à quelqu’un. C'est comme ça, Je n'ai jamais pu. C'est ça ma vie. [...] C'est pas que j’en ai jamais eu envie. Parce que je pourrais...Mais si je m’attache à quelqu'un, je sais que tôt ou tard, ce sera difficile. »

— Le Docteur à Yasmin Khan, dans La Légende des Démons des Mers (2022)

#### Relation entre le Docteur et Rose Tyler
La nouvelle série change un peu la donne en jouant avec l'idée d'une idylle entre le Docteur et Rose Tyler et on trouve de nombreux sous-entendus, notamment de la part de Mickey Smith, le petit ami de Rose, qui voit dans le Seigneur du Temps un rival pour lequel son amie le délaisse.
Dans la Saison 1, lors du double épisode Drôle de Mort / Le Docteur danse (2005) l'apparition du Capitaine Jack Harkness est l'occasion de nombreux sous-entendus sexuels, notamment le fait que l'on se demande plusieurs fois si le Docteur « danse » (métaphore de la sexualité du personnage) et le Docteur montre des signes de jalousie envers Jack Harkness. Dans le final de la première saison, À la croisée des chemins (2005), le Docteur embrasse Rose pour lui sauver la vie en aspirant toute l'énergie du cœur du TARDIS aspiré au départ par Rose.
Dans le premier épisode de la Saison 2, Une nouvelle Terre (2006), Rose l'embrasse à son tour mais elle est alors possédée par Cassandra. L'arrivée de Sarah Jane Smith, dans l'épisode L'École des retrouvailles (2006), ravive la jalousie de Rose, surtout que cet ancien compagnon du Docteur a elle aussi éprouvé des sentiments pour lui. Dans ce même épisode, quand Rose s'écrie « J'ai cru que vous et moi on était… j'ai du mal à comprendre. […] Ce que je vois aujourd'hui dans l'avenir c'est que vous nous abandonnez derrière vous. Est-ce que c'est ce qui m'attend ? », le Docteur lui répond : « Non. Non, pas vous. ». Rose est également contrariée par l'arrivée de Mickey dans le TARDIS.
Dans La Cheminée des temps (2006), le Dixième Docteur partage un baiser passionné et une histoire romantique avec Madame de Pompadour. Rose ne semble pas en souffrir alors qu'elle se montre intriguée par une certaine « Lucy », à laquelle le Docteur fait référence dans l'épisode suivant, Le Règne des Cybermen, première partie (2006). Dans La Planète du Diable, première partie (2006), alors qu'ils pensent rester coincés sur une planète, Rose suggère maladroitement qu'ils pourraient toujours chercher un logement ensemble ; un peu plus tard, elle l'embrasse pour lui souhaiter bonne chance. Dans La Planète du Diable, deuxième partie (2006), pensant mourir, il demande à Ida Scott de lui transmettre un message puis se rétracte, affirmant qu'elle le sait déjà. Enfin, dans Adieu Rose (2006), alors que Rose est prisonnière d'un univers parallèle, il parvient à la contacter et elle lui avoue qu'elle l'aime. Il commence à lui répondre, mais il a juste le temps de dire : « Rose Tyler… » avant que le lien ne se brise. La scène suivante le montre se tenant debout, silencieux, une larme coulant sur sa joue.
Dans le final de la Saison 4, La Fin du voyage (2008), il retrouve Rose avec un bonheur immense, mais doit la renvoyer dans l'univers parallèle avec un double de lui-même créé au cours de l'épisode.

#### Relations du Docteur avec ses compagnons (deuxième série)
Après le départ forcé de Rose, le Docteur fait la connaissance de Martha Jones qui devient son nouveau compagnon. Il l'embrasse dès leur première rencontre dans La Loi des Judoons (2007), mais sans aucun motif amoureux : il s'agit uniquement d'effectuer un transfert génétique pour distraire leurs poursuivants. Il est alarmé quand Martha flirte avec lui dans le TARDIS, et lui signifie clairement qu'elle ne prendra jamais la place de Rose ; un peu vexée, la jeune femme affirme alors être attirée exclusivement par les humains. Plus tard, dans L'Expérience finale (2007), elle avoue son béguin à Tallulah. Mais le Docteur ne partage pas ses sentiments et elle a l'impression de ne pas compter pour lui. Ce sentiment est exacerbé par leur aventure dans le double épisode La Famille de sang / Smith, la Montre et le Docteur (2007) où le Docteur, désormais humain, dépourvu de tout souvenir et portant le nom de John Smith, ne tombe pas amoureux de Martha mais de l'infirmière Joan Redfern. Dans Que tapent les tambours (2007), le Docteur ajoute un filtre de perception aux clefs du TARDIS pour leur permettre de passer inaperçues. Pour faire comprendre son principe de fonctionnement à Martha, il explique : « … c'est comme quand vous aimez quelqu'un, et qu'il ne sait même pas que vous existez ». La jeune femme le fixe alors, incrédule et Jack, qui a embrassé brièvement le Docteur dans À la croisée des chemins (2005), lui dit gentiment « Vous aussi, hein ? ». Dans le final de la Saison 3, Le Dernier Seigneur du Temps (2007), elle décide de ne plus voyager avec lui et de rester sur Terre.
Le Docteur se retrouve encore une fois seul, mais est bientôt rejoint par Donna Noble. Comme les précédentes, elle embrasse le Docteur dans Agatha Christie mène l'enquête (2008), mais dans un but salvateur : le Seigneur du Temps doit subir un choc pour l'aider à expulser du poison. Tous deux sont de très bons amis mais, bien qu'on les prenne souvent pour un couple marié, ils n'éprouvent aucun sentiment amoureux l'un pour l'autre.
Dans le double épisode Bibliothèque des ombres, première et deuxième partie (2008), le Docteur rencontre pour la première fois sa future femme River Song. On ne connaît pas exactement leurs rapports à ce moment précis.
Dans Le Labyrinthe des Anges, deuxième partie (2010), Amy Pond tente de l'embrasser la veille de son propre mariage, mais le Docteur la repousse, gêné par cette soudaine attirance. Cependant, elle se démarque aussi des précédentes compagnonnes en ce que l'aspect sexuel de sa relation au Docteur est bien moins « sublimé ». Elle ne semble pas amoureuse de lui, comme Rose ou Martha. Car, lorsque Rory Williams (son conjoint et futur mari) est effacé de sa mémoire, Amy ne tente pas de séduire à nouveau le Docteur, ce qui suggère qu'elle se satisfait parfaitement d'une relation simplement amicale. Le Docteur a d'ailleurs une très bonne relation avec Rory. Le départ de ces deux compagnons le bouleverse à tel point qu'il décide de rester seul pour voyager et fuit l'aventure à l'ère victorienne.
Durant l'épisode La Dame de glace (2012), le Docteur prétend être l'ami de Clara Oswald en 1892 et affirme au père de la famille chez qui elle travaille qu'ils étaient en train de s'embrasser. Elle semble par la suite montrer beaucoup d'intérêt pour le Docteur, et tente même une fois de l'embrasser. En revanche il n'y a pas de romance visible entre la Clara de 2013 et le Docteur, bien qu'il semble énormément tenir à elle.

#### Le Docteur et River Song
River Song, née Melody Pond, est la fille d'Amy Pond et Rory Williams et possède un ADN semblable à celui d'un Seigneur du Temps car elle a été conçue à l'intérieur du TARDIS, et a donc été soumise à l'exposition du vortex temporel. Ses rencontres avec le Docteur ne se produisent pas dans le même ordre chronologique pour les deux, ce qui rend leur histoire très complexe. Ils se sauvent mutuellement la vie plusieurs fois, bien que River ait été conditionnée pour assassiner le Docteur.
Dans l'épisode Le Mariage de River Song (2011), River épouse le Docteur, mais au sein d'une réalité dégénérée ; néanmoins, River l'appelle mon cher mari dans Les Anges prennent Manhattan (2012). Ils partagent par la suite plusieurs aventures rapidement évoquées dans les minisodes Night and the Doctor (2011). Dans Le Nom du Docteur (2013), le Docteur prouve à nouveau qu'il a des sentiments très forts pour River.

## Le Docteur à travers les événements historiques de la Terre
Étant un voyageur du temps, le Docteur a été directement ou indirectement impliqué dans d'innombrables événements historiques majeurs sur la planète Terre.
Dans le premier épisode de la seconde série, Rose (2005), on apprend que le neuvième Docteur a contribué à empêcher une famille de monter à bord du Titanic avant son voyage fatidique. Dans La Fin du monde (2005), le Docteur dit avoir été à bord du Titanic et avoir survécu en restant « accroché à un iceberg ». Le Quatrième Docteur a également mentionné cet événement dans Robot (1974) et The Invasion of Time (1978), où il affirme que le naufrage n'était pas de sa faute. Une photographie vue dans Rose (2005) montre que le neuvième Docteur a été témoin de la mort du président des États-Unis John F. Kennedy et dans l'épisode La Chute de Pompéi (2008), le Docteur est en partie responsable de la catastrophe liée à l'éruption du Vésuve. De même il sauve, bien involontairement, Hitler en 1938 lorsque le TARDIS s'écrase dans la Chancellerie de Berlin dans Allons tuer Hitler (2011).
Le Docteur est également lié au Grand incendie de Londres dans The Visitation (1982) et au Grand incendie de Rome sous le règne de Néron dans The Romans (1965). Il a lui-même donné l'idée du Cheval de Troie à Ulysse dans The Myth Makers (1966), il est comparé à Merlin dans Battlefield (1989) et est même impliqué dans l'extinction des dinosaures, provoquée par le crash d'un gigantesque vaisseau cargo sur Terre dans Earthshock (1982). De plus, au fil des épisodes, le Docteur insinue à plusieurs reprises qu'il est [totalement ou partiellement] "responsable" de la création d'œuvres artistiques (notamment musicales).

## Le Docteur et les personnages historiques de la Terre
Le Docteur a également rencontré de nombreux personnages historiques sur Terre. Dans City of Death (1972), on apprend que le Docteur a rencontré Léonard de Vinci et William Shakespeare, le Docteur dit d'ailleurs avoir écrit l'original de Hamlet sous sa dictée car il s'était tordu le poignet et il le croise de nouveau dans Peines d'amour gagnées (2007). Il a également rencontré H. G. Wells dans Timelash (1985), Albert Einstein dans Time and the Rani (1987) et le minisode Death is the Only Answer (2011), Mao Zedong dans The Mind of Evil (1971), Richard Ier d'Angleterre dans The Crusade (1965), Wyatt Earp dans The Gunfighters (1966), Vincent van Gogh dans Vincent et le Docteur (2010), Kubilai Khan et Marco Polo dans Marco Polo (1964) ainsi que Pablo Picasso comme il l'affirme dans l'épisode Vincent et le Docteur (2010).
Dans la seconde série, le Docteur partage ses aventures avec de nombreuses personnalités de l'histoire, entre autres Charles Dickens dans Des morts inassouvis (2005), Agatha Christie dans Agatha Christie mène l'enquête (2008), la reine Néfertiti dans Des dinosaures dans l’espace (2012), Robin des Bois dans Robot des Bois (2014), la reine Victoria dans Un Loup-garou royal (2006), Élisabeth Ire dans Peines d'amour gagnées (2007) et Le Jour du Docteur (2013), Madame de Pompadour et le roi Louis XV dans La Cheminée des temps (2006), Franz Schubert dans Des dinosaures dans l’espace (2012), Ludwig van Beethoven dans Avant l'inondation (2015), Winston Churchill dans La Victoire des Daleks (2010), Adolf Hitler dans Allons tuer Hitler (2011), Richard Nixon dans L'Impossible Astronaute, première et deuxième partie (2011) et de nombreux autres personnages historiques.
De même, le Docteur semble avoir la manie de collectionner les objets historiques. Ainsi, dans L'Embouteillage sans fin (2007), après avoir remis son manteau à Brannigan et son épouse, il leur demande de prendre soin de lui car selon ses propres mots « Janis Joplin me l'a offert ».

## Physiologie
Bien que les Seigneurs du Temps ressemblent à des humains, leur physiologie diffère nettement sur quelques points principaux. Ainsi, ils ont deux cœurs, un « système de dérivation des voies respiratoires » qui leur permet de se passer d'oxygène (pendant un certain temps) et une température corporelle interne de 15-16 degrés Celsius. Ils ont aussi la capacité d'absorber, de résister, et d'expulser de grandes quantités de certains types de rayonnements. Le Docteur résiste bien à l'électricité et s'en sort généralement avec un minimum de dégâts comme dans L'Humanité en péril (2005). Il supporte aussi des températures basses. Dans Agatha Christie mène l'enquête (2008), on tente de l'empoisonner au cyanure mais il réussit à expulser le poison. Pour parer un traumatisme, il peut se mettre volontairement en état de coma jusqu'à ce qu'il récupère.
Il est doué de capacités télépathiques et peut entrer dans la mémoire d'autres individus, comme il le fait avec Madame de Pompadour dans La Cheminée des temps (2006). Dans Le Chant des Oods (2008), il entend clairement le faible chant télépathique de ces derniers, et peut même le faire entendre à Donna. Il peut également percevoir le tissu temporel et en discerner les points fixes ; il voit ce qui a été, ce qui est, ce qui pourrait être, etc. Il peut aussi transmettre ses pensées ou ses souvenirs à un individu par un simple coup de tête, néanmoins très douloureux pour l'un et l'autre, comme dans Cyber Noël (2008) et Le Colocataire (2010).
Lorsqu'il sent sa mort approcher, un Seigneur du Temps peut se régénérer : il change ainsi d'apparence et de personnalité tout en gardant tous ses souvenirs intacts. Le pouvoir de se régénérer a été introduit dans la série pour pouvoir donner une explication logique au changement d'acteur. Il est dit dans la première série qu'un Seigneur du Temps ne peut se régénérer que douze fois au total et peut donc avoir jusqu'à treize corps différents. Cela dit, plus tard, le Docteur précise pouvoir se régénérer indéfiniment, mais cette information s'avère être un mensonge. Dans l'épisode Death of The Doctor (2010) de la série The Sarah Jane Adventures, le Docteur révèle en effet au jeune Clyde Langer qu'il peut se régénérer 507 fois. Cependant, Russell T Davies, créateur de la série The Sarah Jane Adventures et scénariste de l'épisode en question, a indiqué dans une interview que l'information n'était pas à prendre au sérieux. À l'issue de l'épisode La Prophétie de Noël, deuxième partie (2010), le Docteur a déjà utilisé ses douze régénérations; cependant, dans l'épisode L'Heure du Docteur (2013), le problème est réglé par l'intervention des Seigneurs du Temps qui lui fournissent un tout nouveau cycle de régénérations.
La régénération n'est apparemment pas automatique : dans Le Dernier Seigneur du Temps (2007), le Maître refuse de se régénérer malgré l'insistance du Docteur. De plus, on peut tuer un Seigneur du Temps si son corps n'a pas le temps de déclencher le processus de régénération. C'est ce que River Song suggère qu'il arrivera à la fin de La Bibliothèque des ombres, deuxième partie (2008) et ce qui semble effectivement arriver au début de L'Impossible Astronaute, première partie (2011).
Dans La Famille de sang (2007), le Docteur devient volontairement et temporairement humain pour échapper à une famille d'extra-terrestres qui poursuit le TARDIS. Tous ses souvenirs de Seigneur du Temps sont alors conservés dans une montre à gousset. Ce système permettant à un Seigneur du Temps de devenir temporairement humain est également utilisé par le Maître dans Utopia (2007).
L'épisode Le Fabricant de Jouets (2023) révèle que les Seigneurs du Temps peuvent aussi se bi-générer. Lors de sa première bi-génération, le Docteur voit une nouvelle incarnation se détacher de la précédente qui n'est pas remplacée mais coexiste avec la nouvelle.

## Le nom du Docteur

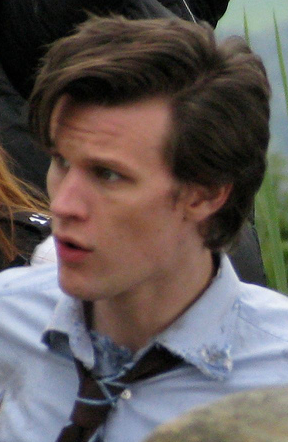
Matt Smith, interprète du Onzième Docteur. (2010)

Dans An Unearthly Child (1963), Ian Chesterton appelle le Docteur « Docteur Foreman », ce à quoi il répond : « Eh ? Doctor who ? What's he talking about ? » (« Hein ? Docteur qui ? De quoi parle-t-il ? »). Plus tard, Ian réalise que « Foreman » n'est pas le véritable nom du Docteur et demande à Susan : « Who is he ? Doctor who ? » (« Qui est-ce ? Docteur qui ? »). De la même façon, dans Rose (2005), il se présente comme « Juste le Docteur ». Rose et Mickey trouvent un site internet consacré au Docteur et à ses apparitions à travers l'Histoire, portant le nom « DOCTOR WHO? ». Il utilise parfois le nom de John Smith.
Bien qu'un temps crédité sous le nom de « Doctor Who »,, le Docteur ne s'appelle pas par le nom de la série, sauf d'une manière ironique (par exemple, dans The Gunfighters (1966). Les seules vraies exceptions à ce principe sont l'ordinateur WOTAN dans The War Machines (1966), pour qui « Doctor Who is required » (« Doctor Who est demandé »), un épisode de la Saison 2, The Death of Doctor Who dans l'arc The Chase (1965) et l'épisode de la Saison 7, Doctor Who and the Silurians (1970). Le Troisième Docteur conduit dans quelques épisodes une sorte d'aéroglisseur appelé « Whomobile » dans du matériel publicitaire (qui n'a pas de nom dans la série).
Dans l'épisode Bibliothèque des ombres, première partie (2008), on apprend que le Professeur River Song connaît le véritable nom du Docteur. Cette révélation montre que le Docteur établira au futur une relation de confiance très forte avec ce personnage.
La question de son vrai nom est l'un des axes scénaristiques majeurs liés à l'histoire du Onzième Docteur. Dans le dernier épisode de la Saison 7, Le Nom du Docteur (2013), son nom permet d'ouvrir la porte où demeure ce qu'il reste du Docteur après sa mort.
Dans l'épisode L'Éternité devant soi (2017), Missy prétend que son vrai nom est « Doctor Who », mais le Docteur balaye cette affirmation. Dans l'épisode Il était deux fois (2017), le Docteur à l'agonie affirme que son nom ne peut être entendu que par les enfants, parce que les adultes ne le comprendraient pas.

## Âge
Il est difficile de connaître l'âge précis du Docteur, les différentes informations données par la série se contredisant parfois.
Dans l'épisode The Power of the Daleks (1966), le Deuxième Docteur tient un journal intitulé 500 years diaries (Le Journal de 500 ans). Dans l'épisode The Robots of Death (1977), le Quatrième Docteur dit avoir 750 ans. Dans Revelation of the Daleks (1985), le Sixième Docteur dit qu'il est « Un Seigneur du Temps de 900 ans », et dans Time and the Rani (1987), l'âge du Septième Docteur est de 953 ans, le même que celui de la Rani. Dans Le Seigneur du Temps (1996), on voit qu'il a un journal intime couvrant 900 années de sa vie dans son TARDIS.
La nouvelle série de 2005 reprend environ le même âge ; dans L'Humanité en péril (2005), le Neuvième Docteur déclare, parlant de la gifle de Jackie Tyler « Neuf cents ans de voyage dans le temps et l'espace et je n'avais jamais été giflé par la mère de quiconque ». Rose lui demande alors s'il a bien 900 ans et il lui répond par l'affirmative. De plus, le Maître indique dans Le Dernier Seigneur du temps (2007) que le Docteur a 900 ans. Lorsque commence la Saison 6, dans l'épisode L'Impossible Astronaute, première partie (2011), le Onzième Docteur a 908 ans, mais à la fin de la saison il en a 1 103.
À partir de la mort des Pond comme compagnons, les références à l'âge du Docteur se font moins précises que dans les Saisons 5 et 6. Dans l'épisode Enfermés dans la toile (2013) de la Saison 7, le Onzième Docteur s'exclame qu'il a 1 000 ans. Dans l'épisode La Ville de la miséricorde (2012), le Docteur dit avoir 1 200 ans.
Dans l'épisode anniversaire Le Jour du Docteur (2013), on retrouve le Dixième Docteur âgé de 904 ans, tandis que le Onzième Docteur explique qu'il s'est déroulé 400 ans depuis la fin de la Guerre du Temps et qu'il a 1 200 ans « et des poussières » « mais je ne sais même plus si je mens sur mon âge ».
L'épisode de Noël, L'Heure du Docteur (2013), montre un Onzième Docteur vieilli physiquement et âgé de trois siècles supplémentaires. Lorsqu'on le retrouve de nouveau, il s'est alors écoulé 600 ans de plus.
Dans l'épisode En apnée (2014), le Douzième Docteur déclare avoir plus de 2 000 ans.
Dans l'épisode Descente au paradis (2015), il passe 4,5 milliards d'années dans une prison créée tout spécialement pour lui : sa destinée est de mourir à chaque fois en se réinitialisant physiquement (ainsi que sa mémoire) régulièrement. Donc, bien qu'il y ait passé plus de 4,5 milliards d'années, il n'a absolument pas vieilli d'autant.
Dans Le Retour du Docteur Mysterio (2016) il est dit qu'il s'est passé 24 ans depuis Les Maris de River Song (2015).
Dans l'épisode Le Pilote (2017), Bill Potts lui dit que la secrétaire pense qu'il est là depuis 70 ans. Dans l'épisode Souriez (2017), il dit avoir plus de 2 000 ans.
Dans le troisième épisode spécial, Le Fabricant de Jouets (2023), le Docteur dit avoir plus "d'un milliard d'années".

## Les Docteurs
Le personnage a d'abord été interprété par William Hartnell en 1963. Trois ans plus tard, comme Hartnell quitte la série pour cause de maladie, le rôle est transmis à Patrick Troughton. En 2025, Il existe 18 incarnations distinctes du Docteur. À cause du décès de Hartnell en 1975, l'acteur Richard Hurndall l'a remplacé pour jouer le Premier Docteur dans The Five Doctors, en 1983, et David Bradley le joue dans l'épisode Il était deux fois en 2017 et dans l'épisode Le Pouvoir du Docteur (2022) mais aussi dans le film documentaire An Adventure in Space and Time (2013) où il interprète William Hartnell lui-même, ce qui donne un total de 19 acteurs.
La plus longue incarnation du Docteur est la Quatrième, jouée par Tom Baker. Baker jouissait d'une très grande popularité ; sa version dessin animé apparaît même dans un épisode des Simpson, Bombinette Bob.
En changeant de forme corporelle, le Docteur change aussi de personnalité et de goûts vestimentaires, ce qui l'amène à changer de style à chaque fois.

### Premier Docteur(1963-1966 / 1973 / 1983 / 2017 / 2022)

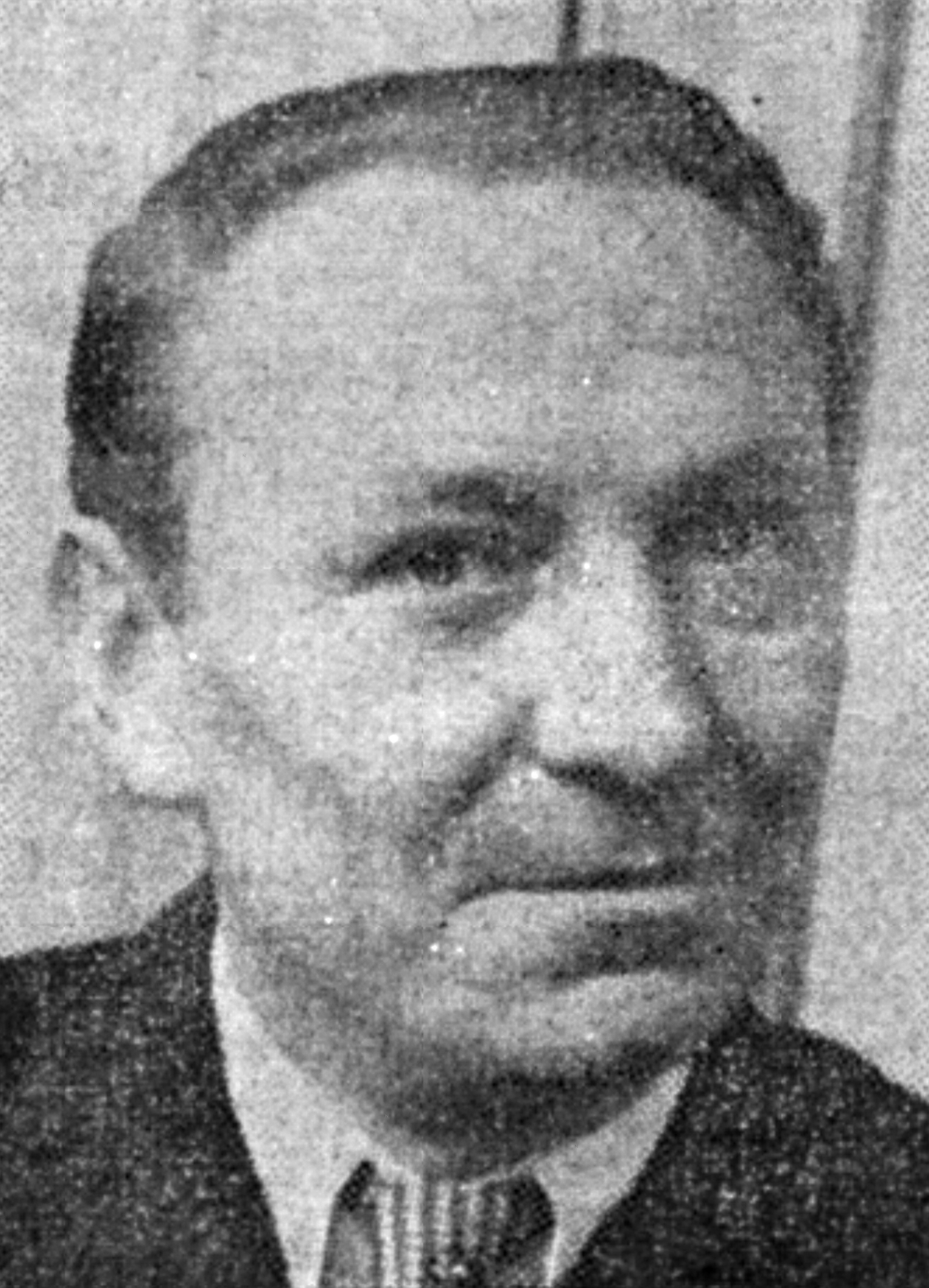
William Hartnell.

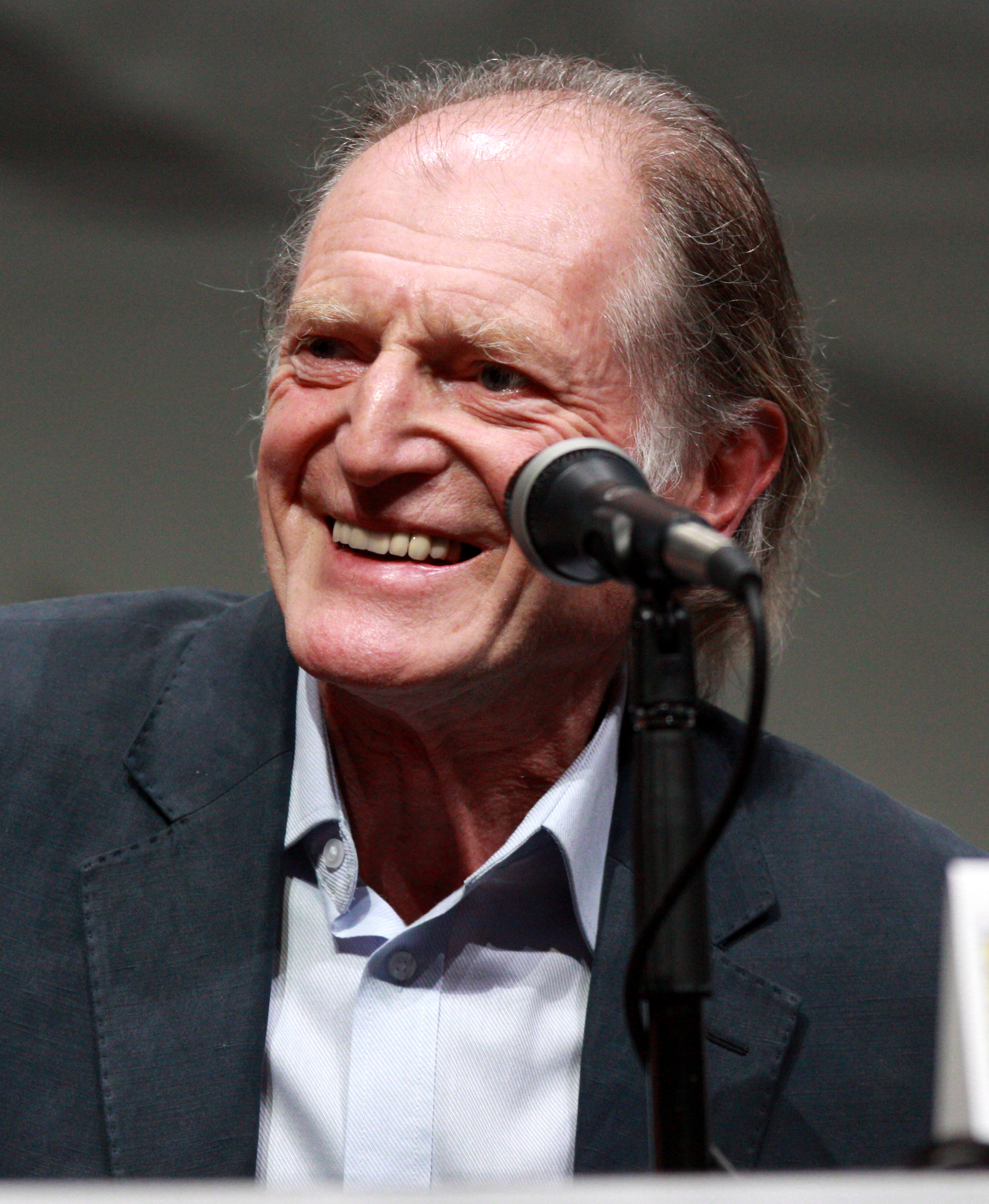
David Bradley.

Joué par William Hartnell (puis par Richard Hurndall en 1983, et par David Bradley en 2013, 2017 et 2022, Hartnell étant décédé), il est la première incarnation du Docteur, mais paradoxalement aussi celle qui est physiquement la plus âgée. Lorsque la série débute, le Docteur est alors un vieil homme méfiant qui voyage avec sa petite-fille Susan Foreman, et qui accepte mal la venue de nouveaux compagnons et c'est par accident qu'il emmène Ian Chesterton et Barbara Wright à travers l'espace et le temps dans An Unearthly Child. Il lui faut d'ailleurs du temps pour les accepter et le troisième épisode The Edge of Destruction le montre assez soupçonneux, voire méchant envers eux.
Curieux d'explorer de nouveaux lieux et parfois facétieux, il n'hésite pas à saboter volontairement son vaisseau pour satisfaire à sa curiosité dans The Daleks. Loin du personnage altruiste qu'il est plus tard, il peut se montrer assez égoïste (notamment par crainte) et renoncer à soigner un de ses assaillants mortellement blessé comme dans An Unearthly Child.
Malgré son côté irascible et son impression de regarder les êtres humains de haut, c'est un personnage toujours avide de savoir qui veut toujours en connaître plus et qui possède un grand esprit de déduction. Le Docteur n'a pas mauvais fond mais toutes ces années passées à fuir depuis qu'il a quitté Gallifrey en volant un TARDIS l'ont rendu paranoïaque. Malgré tout, plus la série avance plus le Docteur devient une figure bonne et paternelle. Dans certains épisodes, le Docteur refuse tout massacre et refuse de prendre une arme. De plus, celui-ci assez insensible aux autres, s'ouvre de plus en plus à de nouveaux compagnons comme Steven ou Vicki et Dodo qu'il traite comme ses filles. Au point qu'au milieu de la Saison 3, lorsqu'à la fin de l'épisode The Massacre of St Bartholomew's Eve, le Docteur se retrouve abandonné de tous, il regrette la présence de ses compagnons.
William Hartnell le décrivait comme un « magicien à mi-chemin entre le Magicien d'Oz et le Père Noël». Il disait de lui qu'il était comme une sorte de lama tibétain qui aurait plus de 800 ans mais qui paraîtrait n'en avoir que 75. Il était assez surpris par l'enthousiasme des enfants qui suivaient la série et se refusait à utiliser un vocabulaire trop « technologisant » afin de ne pas les perdre.
Lors de sa première apparition, le personnage porte un costume de l'époque édouardienne avec un grand manteau. Ce Docteur possède une canne (vraisemblablement offerte par Kubilai Khan dans l'épisode « Marco Polo ») et l'on peut le voir occasionnellement fumer la pipe.

### Deuxième Docteur(1966-1969 / 1973 / 1983 / 1985)

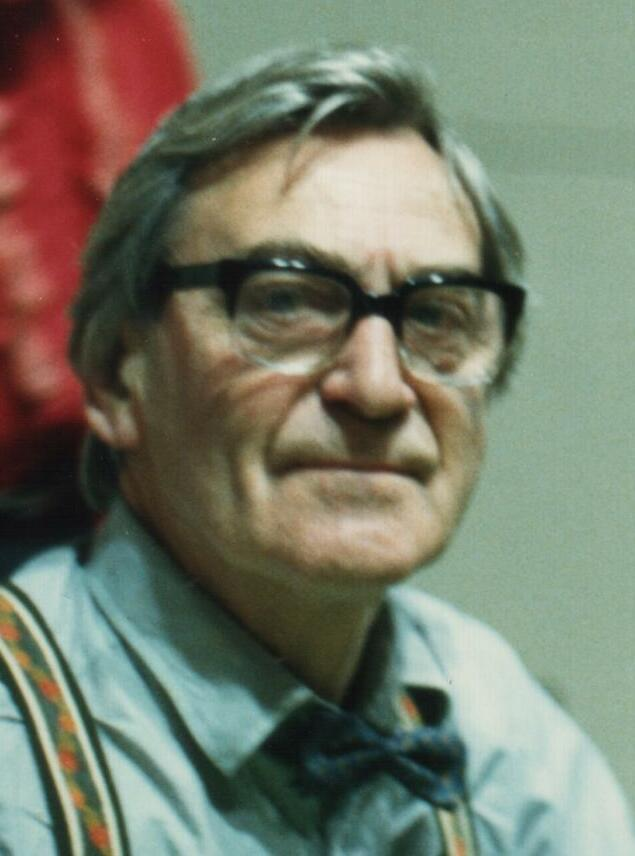
Patrick Troughton

Il est joué par Patrick Troughton entre 1966 et 1969. Surnommé « The Cosmic Hobo » (le clochard cosmique) tant son personnage est désordonné, il s'agit d'un Docteur bien plus chaleureux et avisé que son prédécesseur. Il est aussi surpris et effrayé par les menaces extra-terrestres que les Terriens qu'il aide, mais possède un penchant pour la manipulation et la supercherie. Il dit consigner ses aventures dans son journal de plus de 500 ans. C'est le Docteur dont le plus d'épisodes sont manquants.
Il prend l'apparence d'un homme allant visiblement sur ses cinquante ans : ses cheveux sont noirs et coiffés en une sorte de coupe au bol à l'ancienne. Ses yeux, cernés, sont bleu clair. Sa tenue est assez similaire à celle que portait le premier Docteur, bien que plutôt débraillée : son pantalon, assez large et à carreaux, fait penser à celui d'un clown. Il a également abandonné la cravate pour lui préférer un nœud papillon, souvent noué de travers. Il porte enfin une paire de bretelles assez visibles sous sa veste.
Son compagnon le plus fréquent est Jamie, un Écossais du XIXe siècle extrêmement fidèle et qui voyage avec lui dans toutes ses aventures sauf la première. Jamie est le compagnon de l'ancienne série qui est resté le plus longtemps avec le Docteur.
Dans The War Games, se retrouvant face à un nombre impressionnant de réfugiés qu'il doit ramener à leurs époques d'origine, il se déclare impuissant et, résigné, contacte les Seigneurs du Temps pour effectuer le sauvetage, même s'il sait que grâce à cela ils vont le localiser, et le ramener de force sur Gallifrey. Le Docteur est jugé par les Seigneurs du Temps qui l'accusent de violer la règle de non-intervention dans les sociétés extérieures, et il est finalement exilé sur Terre après une régénération forcée.

### Troisième Docteur(1970-1974 / 1983 / 1993)

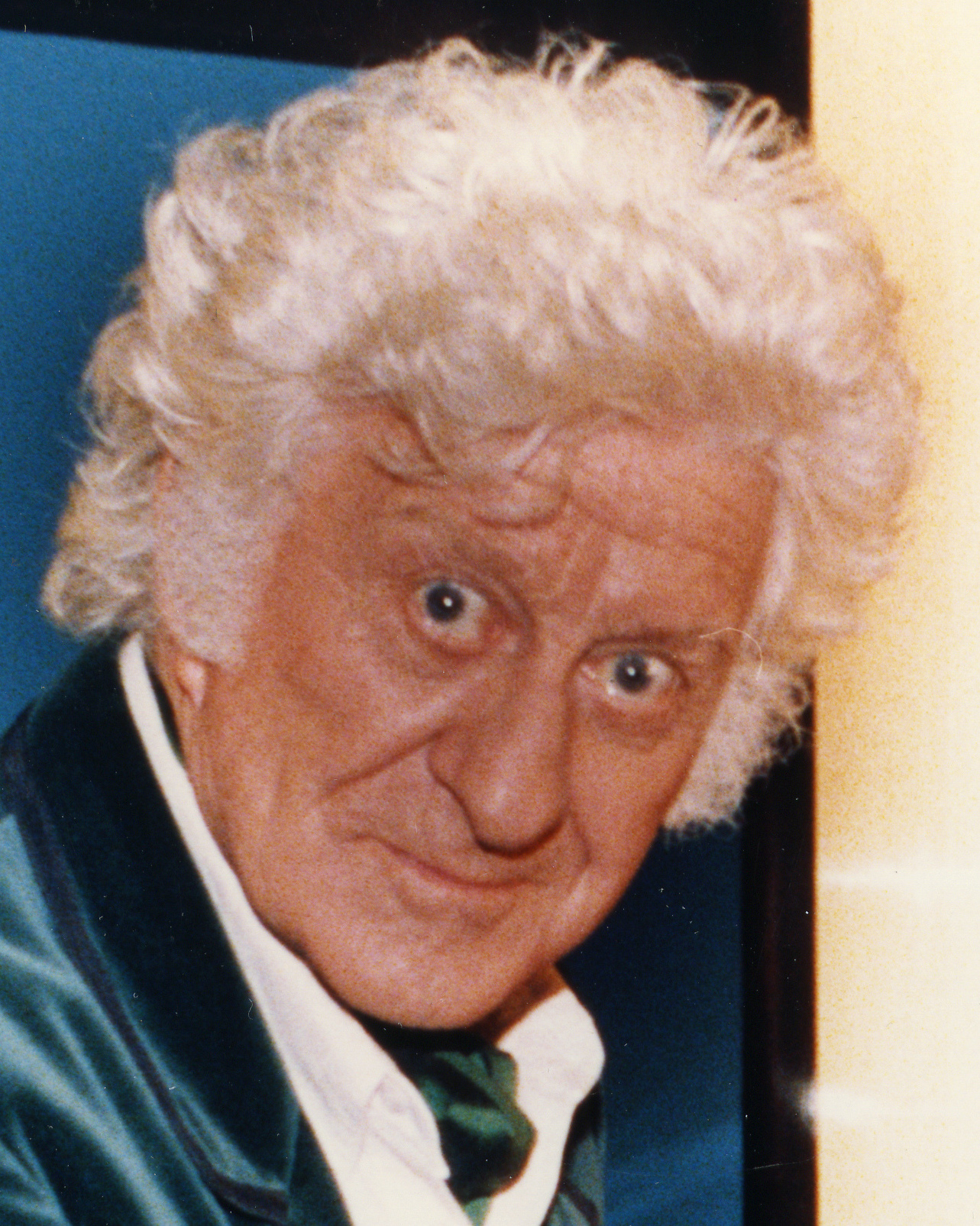
Jon Pertwee

Il est joué par Jon Pertwee entre 1970 et 1974. C'est un personnage bien plus orienté « action » que les deux autres, une sorte de James Bond galactique très débrouillard et quelqu'un de plus autoritaire, au caractère particulièrement sobre. À cette époque le personnage utilise abondamment les gadgets et possède même sa propre voiture, Bessie. Utilisateur d'un Aïkido vénusien, il se pose en tant que scientifique et homme d'action.
Pendant les trois premières saisons de l'ère Pertwee, à la suite de son exil, le Docteur reste bloqué sur Terre avec un TARDIS inutilisable. Durant cette période, il travaille en tant que conseiller scientifique au service de la section britannique de UNIT, dirigé par le Brigadier Lethbridge-Stewart qu'il avait déjà rencontré. UNIT est une organisation armée de l'ONU chargée de défendre la Terre contre les menaces spatiales et extraterrestres. Ont lieu avec l'ère Pertwee les premières apparitions du Maître.
The Three Doctors marque un tournant : le Docteur, avec l'aide de ses deux précédentes incarnations, sauve Gallifrey de la destruction et, en récompense, voit son exil sur Terre levé. Les voyages spatio-temporels reprennent. Malgré cela, UNIT reste un point d'ancrage pour le Docteur : chacune de ses incarnations suivantes de l'ancienne série (sauf la sixième) rencontre l'organisation et le Brigadier.
Le personnage du 3e Docteur aborde une abondante chevelure blonde très années 1970 et porte des vestes amples et des chemises à franges. Il est surnommé par les fans le « Dandy ».

### Quatrième Docteur(1974-1981 / 1993 / 2013)

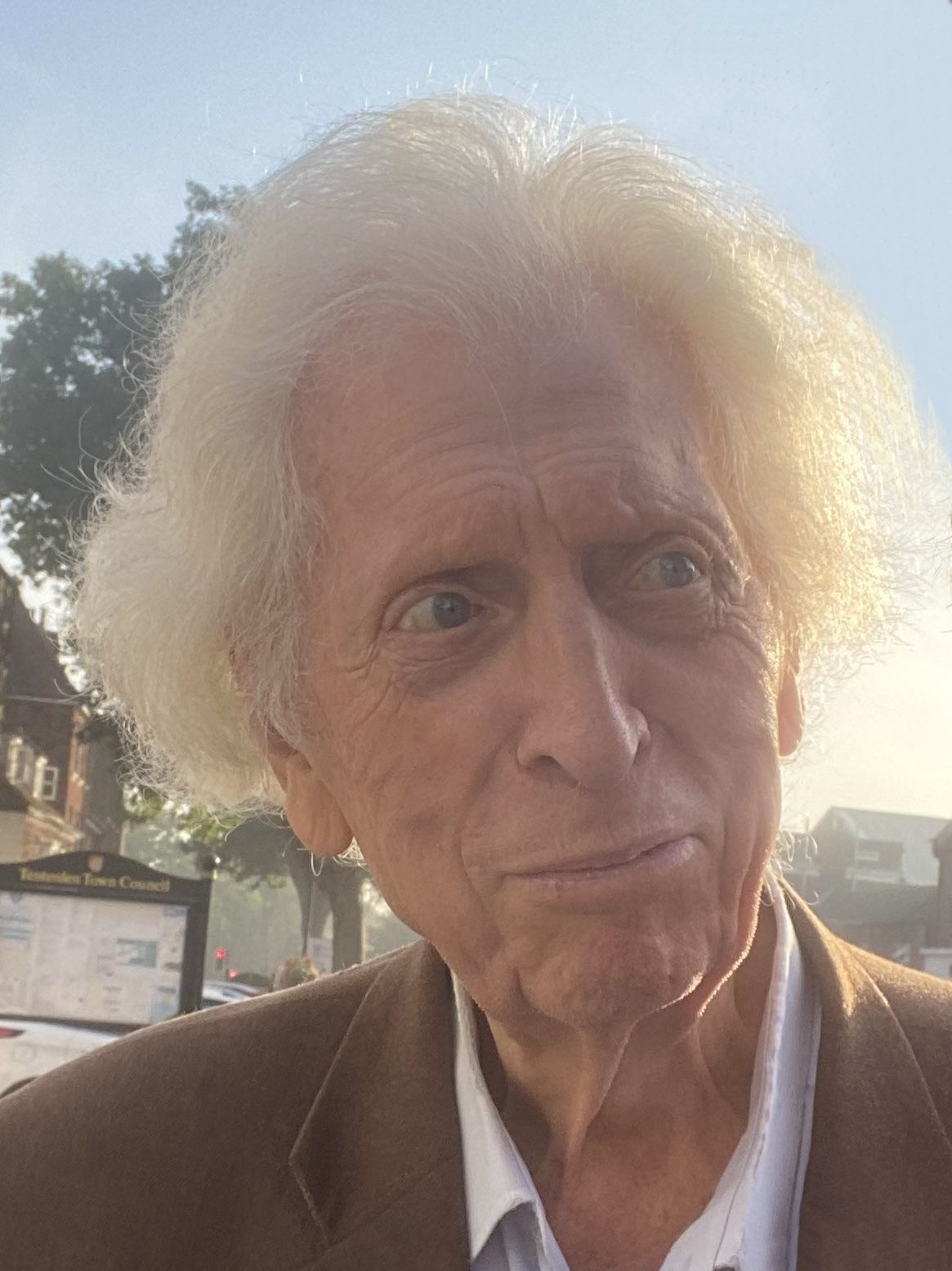
Tom Baker

Il est joué par Tom Baker entre 1974 et 1981. Il s'agit de l'incarnation la plus longue du Docteur, l'une des préférées des Britanniques et la plus reconnue à travers le monde, notamment aux États-Unis. Il est à l'image de ce que le Docteur est dans la deuxième série : un personnage énigmatique, drôle mais capable de passer du sérieux le plus total à la folie. Rencontrant de nombreux dilemmes, c'est le premier Docteur à devoir faire des choix moraux et à refuser la violence. Le caractère du Quatrième Docteur évolue au fur et à mesure des saisons, se faisant moins comique et plus grincheux. Il offre des confiseries nommé « Jelly Babies » à ses adversaires comme à ses amis.
Le personnage se reconnaît surtout par sa longue écharpe bariolée (à l'origine une erreur de la costumière) et un look inspiré d'Aristide Bruant.
Tom Baker fait une apparition à la fin de l'épisode spécial cinquantième anniversaire Le Jour du Docteur en tant que conservateur du musée. Celui-ci s'adresse d'ailleurs au Onzième Docteur (joué par Matt Smith) en disant : « Ça pourrait bien vous arriver... » et « Si j'étais à votre place, qui sait », brisant indirectement le quatrième mur du fait qu'il fut réellement l'un des interprètes du Docteur.

### Cinquième Docteur(1982-1984 / 1993 / 2007 / 2022 / 2023)

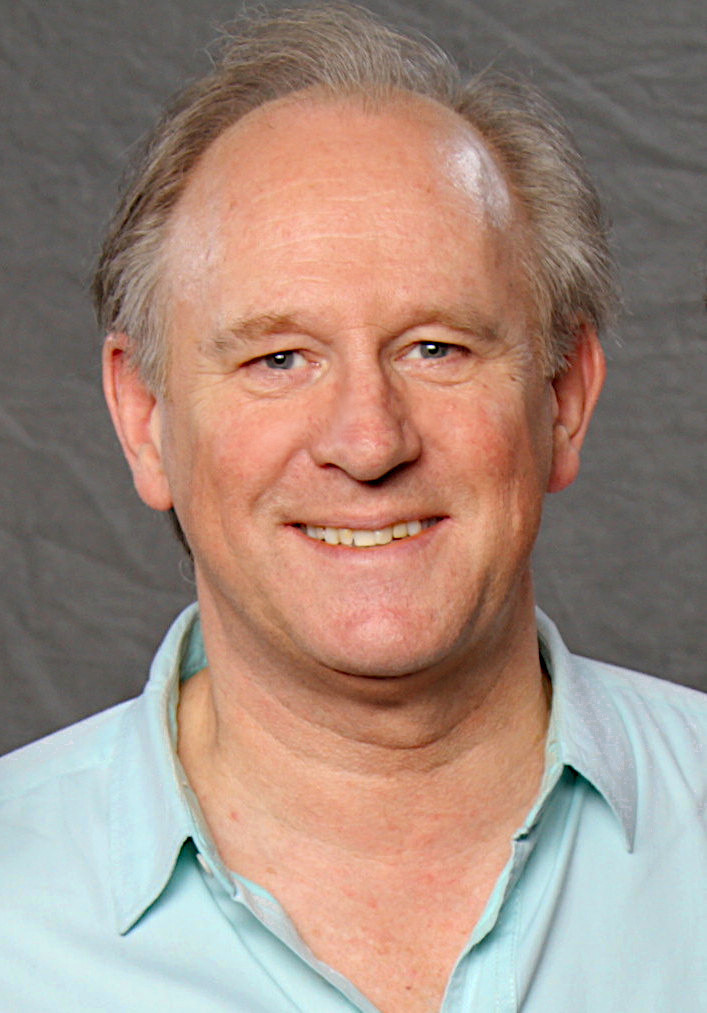
Peter Davison.

Joué par Peter Davison entre 1981 et 1984, il campe un personnage très jeune physiquement et mentalement, qui contraste avec Tom Baker. C'est un Docteur qui se trouve entièrement dans la réaction et non dans l'action, ce qui le rend globalement plus vulnérable. Il se caractérise d'ailleurs par une indécision chronique : il change souvent d'avis (« Par ici ! Euh… non… Par là ! ») et tire certaines de ses décisions à pile ou face.
D'un autre côté, c'est le plus sensible de tous les Docteurs jusqu'alors. Bien moins autoritaire, il considère ses compagnons comme des partenaires et non comme des subordonnés et il n'a plus ce mépris des humains et ce côté supérieur et grandiloquent qu'avaient ses précédentes incarnations.
Ce Docteur porte un costume de cricket blanc immaculé sur lequel a été posée une branche de céleri (servant à détecter des gaz auxquels le Docteur est allergique) et occasionnellement un chapeau. Son personnage rencontre celui du Dixième Docteur dans le minisode Time Crash en 2007, mais également le Treizième Docteur lors de l'épisode spécial Le Pouvoir du Docteur en 2022. Il fait une apparition supplémentaire dans la série spin-off Tales of the TARDIS en 2023.

### Sixième Docteur(1984-1986 / 1993 / 2022 / 2023)

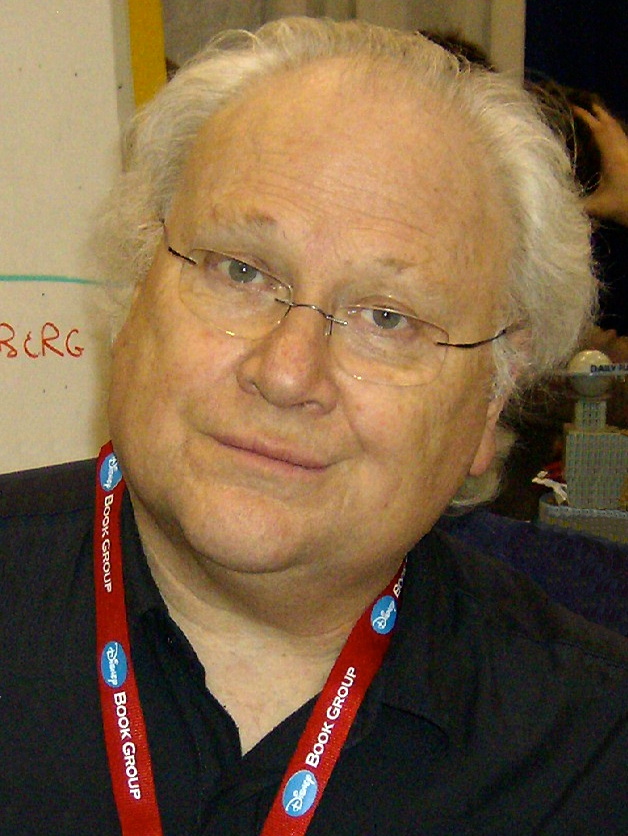
Colin Baker.

Il est joué par Colin Baker entre 1984 et 1986. Doté d'un ego surdimensionné, c'est un Docteur violent, égocentrique, d'une confiance extrême en ses capacités et ne supportant pas qu'on les remette en question. Parallèlement, c'est le Docteur le plus déterminé à éradiquer le mal de l'Univers, et il est très efficace dans ses interventions.
Sa compagne la plus emblématique est Peri, une jeune femme qui tente tant bien que mal de supporter ses caprices, mais qui malgré cela est très attachée à lui, ce qui est réciproque. Il a vécu presque toutes ses aventures avec elle.
Ce Docteur présente un costume totalement bariolé avec une veste aux couleurs de l'arc-en-ciel, en contraste volontaire avec sa personnalité.
Il réapparait dans l'épisode spécial Le Pouvoir du Docteur en 2022 mais également dans la série spin-off Tales of the TARDIS en 2023.

### Septième Docteur(1987-1989 / 1990 / 1993 / 1996 / 2022 / 2023)

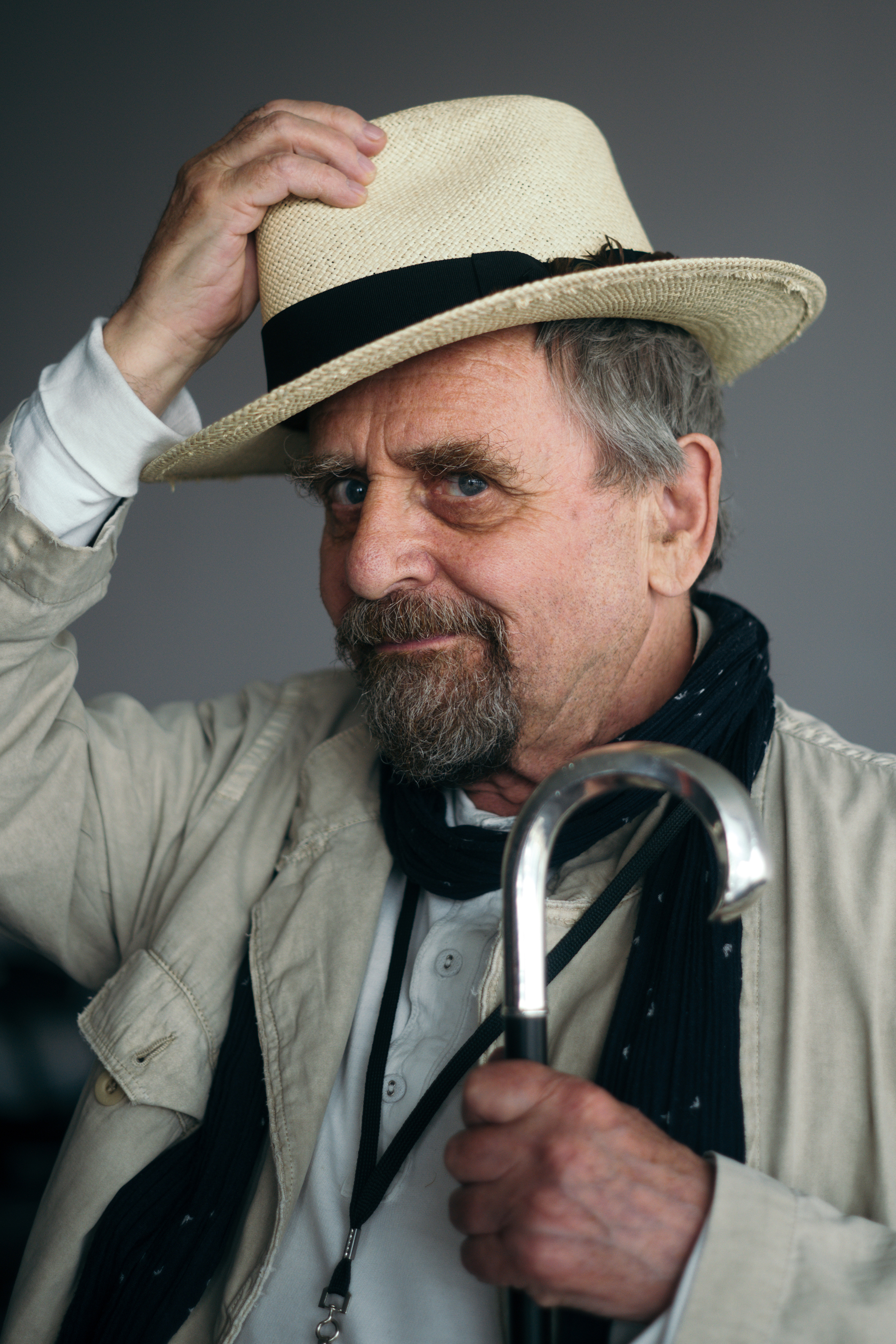
Sylvester McCoy

Il est joué par Sylvester McCoy entre 1987 et 1989. Contrairement à sa précédente incarnation, le personnage est plus comique, charmant et bon esprit. Ce qui ne l'empêche pas d'être très sombre et manipulateur : il se sert de son personnage à l'apparence ridicule pour mener ses adversaires par le bout du nez, et se montre très mystérieux sur son passé et sur ses véritables capacités. Pacifique, il s'oppose totalement à l'usage des armes.
À travers ses épisodes, des indices amènent à penser que le Docteur est plus qu'un Seigneur du temps ordinaire. Cette idée est développée dans les romans qui ont suivi l'annulation de la série sans pour autant revenir dans la nouvelle série.
Son compagnon emblématique est Ace (Dorothy McShane), une toute jeune femme experte en explosifs (qu'elle transporte dans un sac à dos) et qui l'appelle affectueusement « Professor ».
Ce Docteur porte un costume en tweed agrémenté d'une cravate, le faisant ressembler à un professeur. Il porte assez souvent un Panama.
Il réapparait dans l'épisode spécial Le Pouvoir du Docteur en 2022 mais également dans la série spin-off Tales of the TARDIS en 2023.

### Huitième Docteur(1996 / 2013 / 2022)

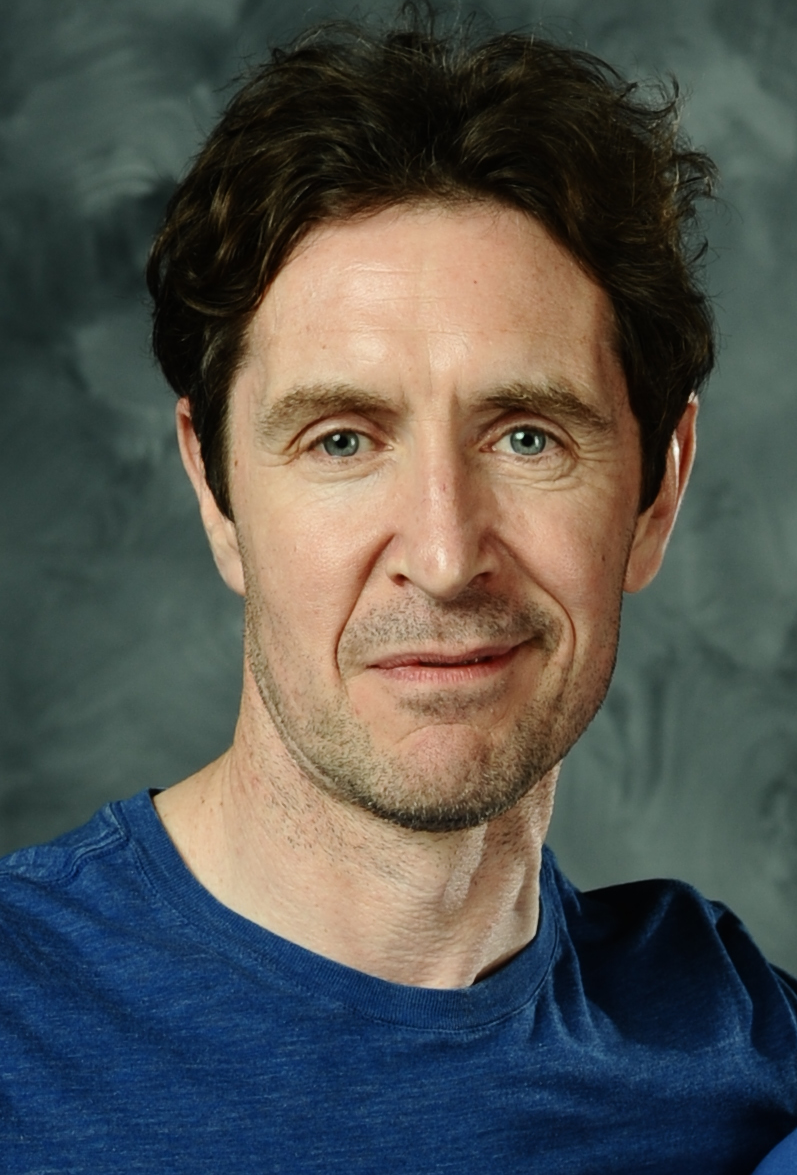
Paul McGann

Il est joué par Paul McGann durant seulement un seul téléfilm, Le Seigneur du Temps, en 1996, avant de réapparaître en 2013 dans le minisode The Night of the Doctor. Puis finalement dans l'épisode de la fin de l'ère du Treizième Docteur, Le Pouvoir du Docteur, en 2022, où il fait à nouveau une petite apparition de quelques minutes. Il s'agit d'un Docteur bien plus débonnaire, assez enthousiaste, mais comme le cinquième Docteur, capable de se montrer plus sombre lorsque c'est nécessaire.
Ce Docteur a les cheveux longs (sauf dans The Night of the Doctor et Le Pouvoir du Docteur où ses cheveux sont courts) et porte un costume du XIXe siècle. C'est ce Docteur qui est caricaturé par Rowan Atkinson dans Doctor Who and the Curse of The Fatal Death.
C'est sous cette apparence qu'il vit le début de la Guerre du Temps, mais refuse d'y prendre part. Il se régénère sur Karn et, grâce aux Sorcières qui lui permettent de choisir sa personnalité, il devient le Docteur de la guerre pour mettre un terme à la guerre opposant les Seigneurs du Temps aux Daleks.
S'il n'est pas apparu longtemps à l'écran, Paul McGann continue à jouer le rôle du Docteur à travers des aventures audios régulières depuis 2007 et la série The New Eight Doctor Adventures (Les Nouvelles Aventures Du 8e Docteur). Ces aventures ne sont disponibles qu'en anglais.

### Neuvième Docteur(2005)

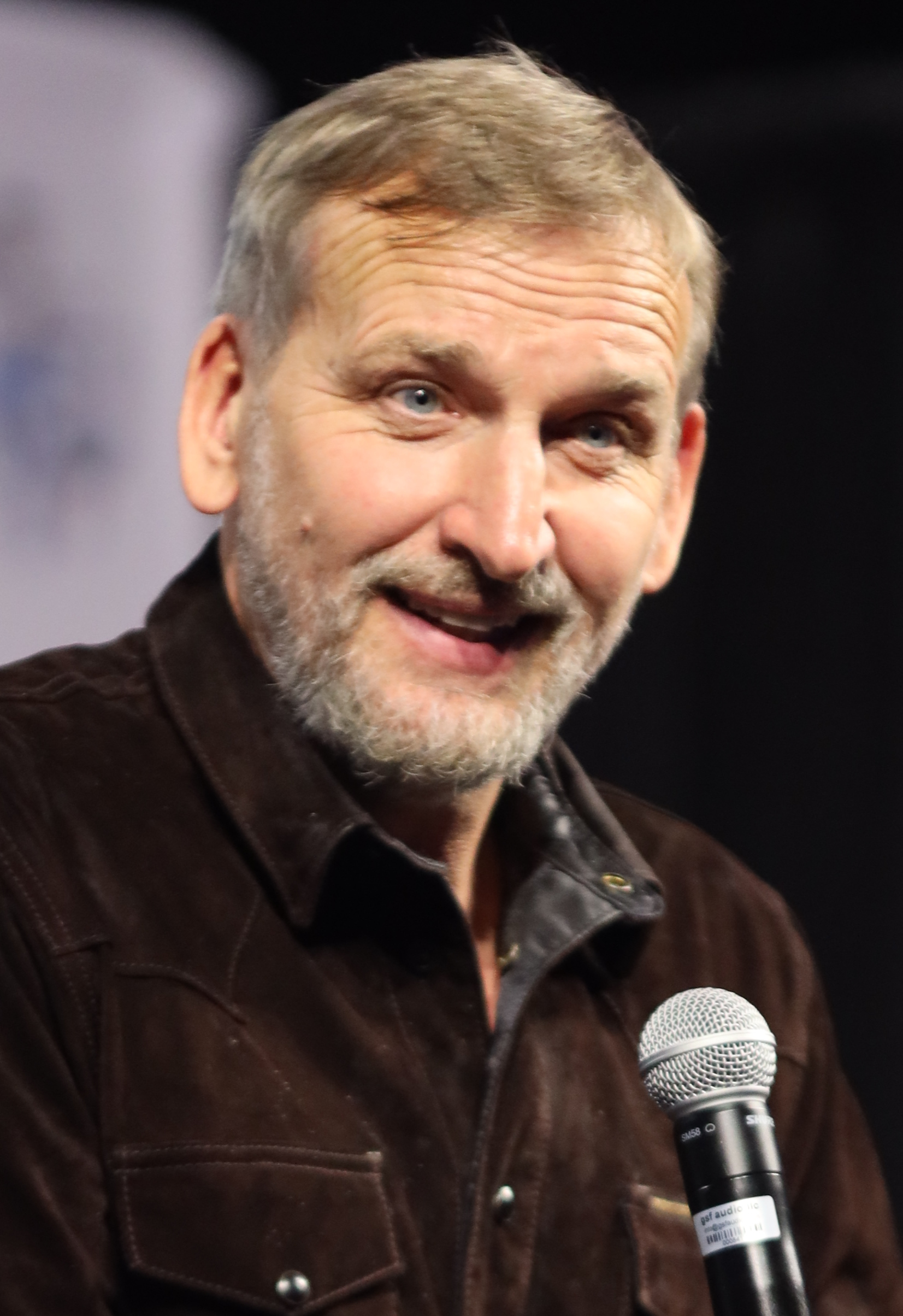
Christopher Eccleston

Interprété par Christopher Eccleston lors du retour de la série en 2005, le Neuvième Docteur, contrairement aux attirails fantaisistes de toutes ses autres incarnations, porte simplement une veste en cuir et a les cheveux très courts. Il apparaît dans le premier épisode de la nouvelle série, enquêtant sur des mannequins de plastique (Autons) contrôlés par la Conscience Nestene, et rencontre à cette occasion Rose Tyler ; celle-ci l'accompagne alors dans ses voyages. Il accueille aussi brièvement un jeune homme brillant, Adam Mitchell, à bord du TARDIS, mais l'en expulse vite lorsque celui-ci fait preuve de cupidité et d'imprudence.
L'histoire révèle progressivement qu'entre la série d'origine et la nouvelle, a eu lieu la dernière grande Guerre du Temps, qui a eu pour conséquences la destruction totale des Daleks et des Seigneurs du Temps - le Docteur étant à la fois le responsable de l'issue de cette guerre et le seul survivant. Au début assez sombre, ce qui effraie Rose, il se déride grâce à sa présence à ses côtés. Souvent joyeux ou plaisantin, il est aussi bien plus torturé que ses prédécesseurs, marqué à vie par cette Guerre du Temps, et n'hésite pas à devenir violent quand la situation l'exige ; il est stupéfait de découvrir, dans l'épisode Dalek, qu'un Dalek a également survécu. Ce dernier, ayant utilisé l'ADN de Rose pour se remettre d'aplomb, se découvre alors des caractéristiques humaines, se déteste puis met fin à sa propre vie.
À la fin de la Saison 1, le Docteur se retrouve à nouveau face aux Daleks, cette fois par millions, et avant une tentative de mission suicide, il force Rose à retourner à son époque à bord du TARDIS, lui laissant pour instruction de laisser le TARDIS mourir et de mener une belle vie. Rose refuse de s'y résoudre, et avec l'aide de sa mère (Jackie) et de son petit ami (Mickey), ouvre le panneau de contrôle du TARDIS et y voit l'âme de celui-ci ; elle le ramène ainsi à l'instant où se trouve le Docteur, et, devenue toute puissante, détruit les Daleks. L'énergie temporelle absorbée étant trop pour elle, le Docteur l'absorbe à sa place et ramène Rose dans le TARDIS. Lorsqu'elle reprend conscience, elle ne se rappelle pas l'événement, mais le Docteur souffre fatalement de l'énergie qu'il a absorbée. Il explique à Rose qu'il va changer, lui dit au revoir, et se régénère.

### Dixième Docteur(2005-2010 / 2013)

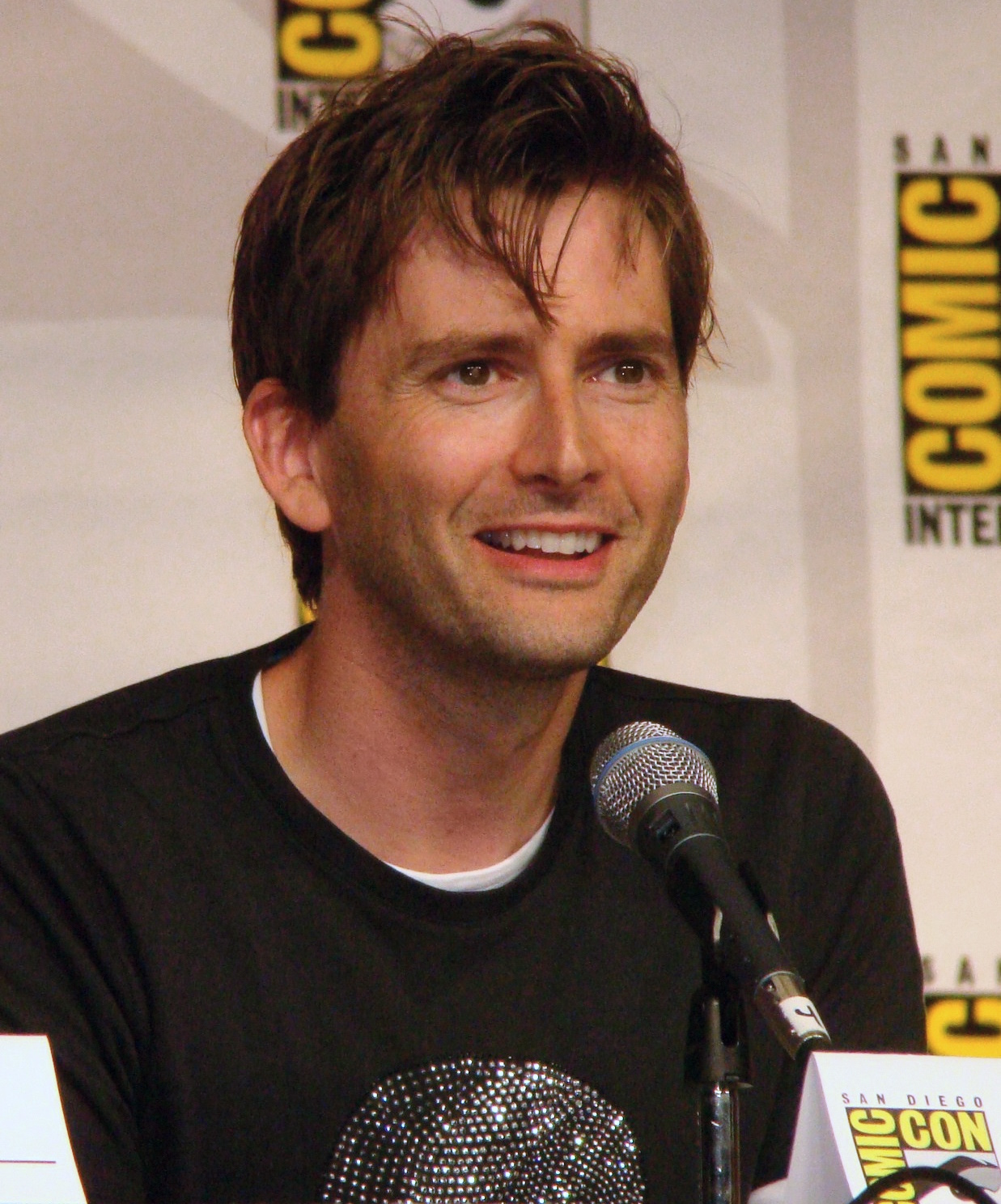
David Tennant.

Le 16 avril 2005, la BBC annonce que le Dixième Docteur sera interprété par l'acteur écossais David Tennant, qui prend la relève de Christopher Eccleston à la fin de l'épisode À La Croisée des Chemins, aux côtés de son assistante Rose Tyler, jouée par Billie Piper. Il voyage avec elle tout au long de la Saison 2, au cours de laquelle il croise la route de son ancienne compagne Sarah Jane Smith dans l'épisode L'École des Retrouvailles. Il continue de voyager dans la Saison 3, mais avec Martha Jones, jeune étudiante en médecine, qui s'éprend de lui. Toutefois, lorsqu'elle comprend (au bout d'un an) que ses sentiments ne sont pas réciproques, elle décide de reprendre sa vie sur Terre. C'est lors de la même saison qu'il croise la route de son vieux « meilleur ennemi », le Maître, incarné par Derek Jacobi, puis par John Simm, qui se laisse mourir dans ses bras.
La Saison 4 marque le retour de Donna Noble, que le Docteur avait déjà rencontrée dans Le Mariage de Noël. Le destin fait que le Docteur se voit forcé d'effacer tous ses souvenirs de leurs voyages. Le 29 octobre 2008, David Tennant annonce son départ de la série. Il dispose alors de cinq épisodes spéciaux, au terme desquels il se régénère (le dernier étant la seconde partie de La Prophétie de Noël).
Ce Docteur fut particulièrement célèbre et apprécié : il a par exemple été nommé « personnage télévisé le plus cool » en 2007. Il lui arrive souvent de dire « Allons-y », « Molto bene » et « Brillant ! ».

### Onzième Docteur(2010-2013 / 2014)

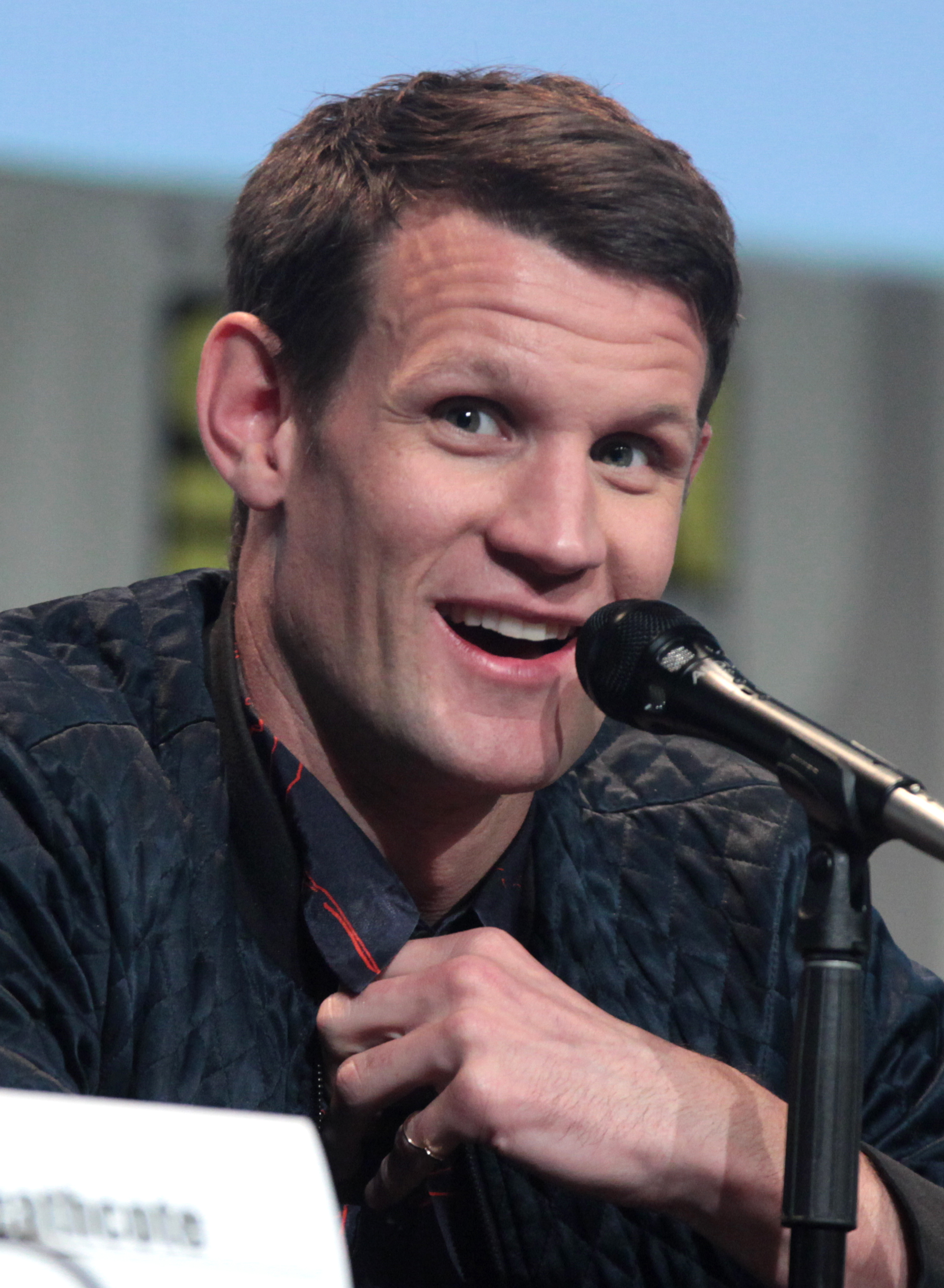
Matt Smith

Le 3 janvier 2009, la BBC annonce au cours d'un épisode de Doctor Who Confidential l'identité du successeur de David Tennant : il s'agit de Matt Smith. Il est alors le plus jeune acteur à avoir incarné le Docteur, à l'âge de 27 ans, lors de sa première apparition. Initialement, le public s'est montré sceptique à l'annonce de Smith comme remplaçant de David Tennant, du fait de son jeune âge et parce que Tennant était extrêmement apprécié. Environ cinq mois plus tard, le 29 mai 2009, l'interprète de sa compagne est annoncée : il s'agit de Karen Gillan (Amy Pond), qui était déjà apparue dans La Chute de Pompéi. Au cours de la Saison 5, Arthur Darvill (Rory Williams) rejoint également la distribution et joue son fiancé. Les trois amis sont occasionnellement rejoints par Alex Kingston, qui joue River Song, déjà apparue dans l'épisode Bibliothèque des Ombres, première et deuxième partie. Sa véritable identité est révélée au cours de la Saison 6 dans l'épisodes La Retraite du Démon.
Néanmoins, au cours de la Saison 7, dans l'épisode Les Anges prennent Manhattan, Amy et Rory sont définitivement séparés de lui. Le Docteur s'isole alors pendant plusieurs années, aigri, reclus et dévasté par sa perte. Il est tiré de sa solitude par Clara Oswald, interprétée par Jenna Coleman, que le Docteur rencontre à plusieurs époques. Elle l'intrigue donc, et il décide de voyager avec elle afin de percer son mystère. Il voyage avec elle jusqu'à sa régénération, Matt Smith annonçant le 1er juin 2013 son départ de la série. Il participe à encore deux épisodes avant sa régénération : Le Jour du Docteur, célébrant le 50e anniversaire de la série, et L'Heure du Docteur, l'épisode de Noël 2013, au terme duquel il se régénère. Il fait un petit caméo lors de l'épisode En apnée, le premier épisode du Douzième Docteur, en 2014.
Le Doctor Who Magazine l'a élu comme étant le meilleur Docteur et Martin Anderson du Shadowlocked a déclaré qu'il était la réincarnation la plus réussie du Docteur depuis que « Tom Baker avait pratiquement redéfini le personnage dans les années 1970 ». La performance de Smith dans Le Labyrinthe des Anges, deuxième partie a été acclamée par les fans comme par la presse. Dans sa critique pour The Daily Telegraph, Gavin Fuller remarque que son jeu très rythmé est devenu l'un des « facteurs majeurs » qui contribuent au succès de Doctor Who. Dans un autre article, cette fois dans l'épisode La Pandorica s'ouvre, deuxième partie, Fuller loue une fois de plus la performance de Matt Smith, qu'il qualifie de « superbe lors des scènes où le Docteur se sacrifie dans la Pandorica pour sauver le multivers ».

### Docteur de la Guerre(2013)

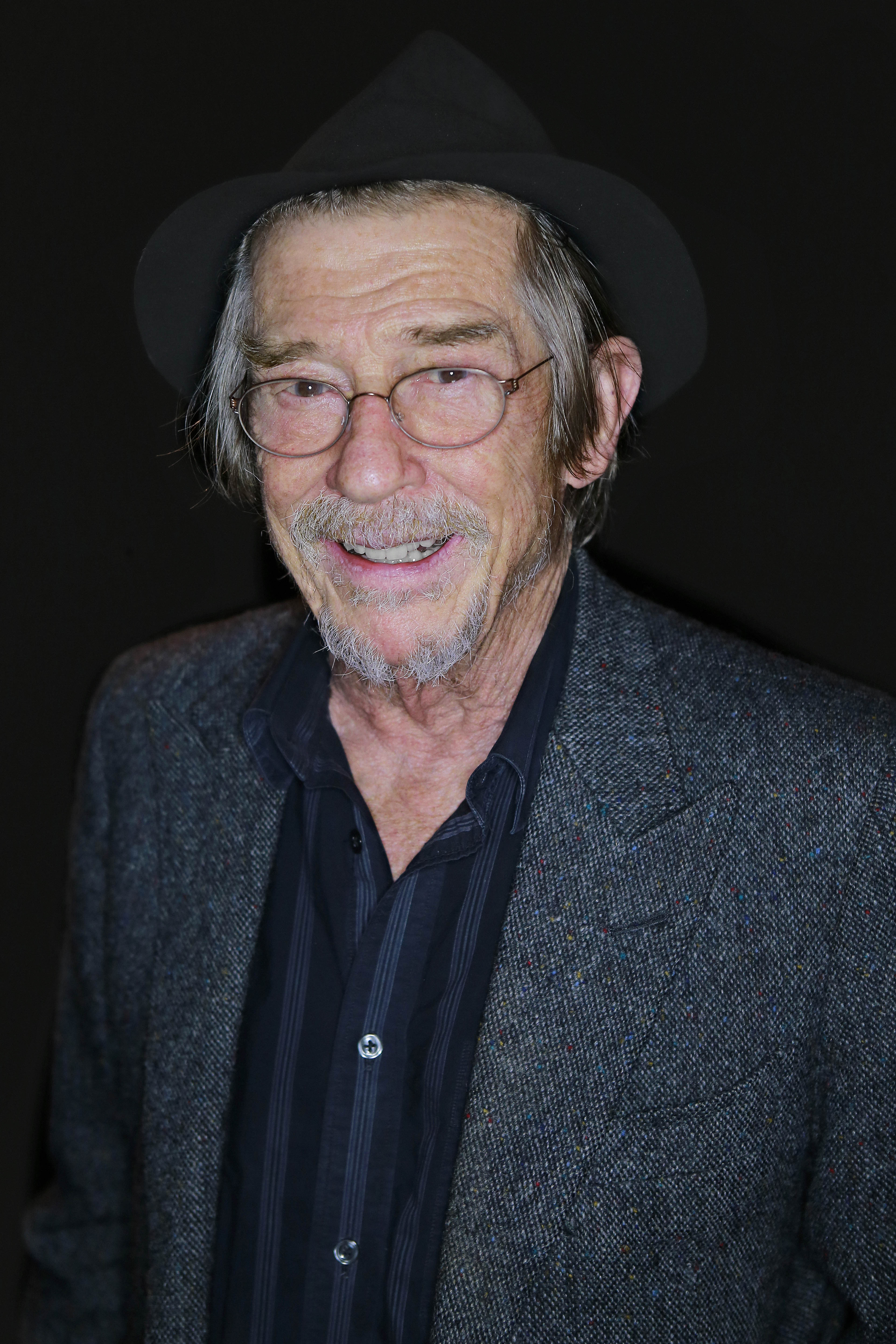
John Hurt

Il est joué par John Hurt dont la première apparition se fait à la fin de l'épisode Le Nom du Docteur, et y est présenté comme étant le plus grand et le plus sombre secret du Docteur.
Le Docteur de la Guerre, ou « War Doctor » en version originale, succède chronologiquement au Huitième Docteur (interprété par Paul McGann) lorsque, dans le minisode de 7 minutes The Night of the Doctor se déroulant pendant la Guerre du Temps, ce dernier tente de secourir une pilote, Cass, dont le vaisseau est sur le point de s'écraser sur la planète Karn. Malheureusement, dès qu'elle comprend qu'il est un Seigneur du Temps, elle refuse de le suivre, préférant mourir. Le Docteur insiste, lui assurant qu'il n'a jamais été partie prenante de la Guerre, mais le vaisseau s'écrase et ils sont tous les deux tués.
Le corps du Docteur est emmené par les sœurs de Karn et ressuscité pour quatre minutes. Elles le convainquent qu'il n'est pas possible d'éviter la Guerre et par conséquent il absorbe une potion pouvant faire de sa prochaine incarnation « un guerrier » ; il se régénère et devient le Docteur de la Guerre, interprété par John Hurt.
L'épisode spécial 50e anniversaire de la série, Le Jour du Docteur, diffusé le 23 novembre 2013, est largement consacré à son rôle dans la Guerre du Temps et la disparition de Gallifrey.
Le Docteur de la Guerre se régénère à la fin de cet épisode. Sa référence à ses oreilles qu'il souhaite « moins voyantes » fait allusion à sa future incarnation, le Neuvième Docteur, interprété par Christopher Eccleston.

### Douzième Docteur(2013-2017)

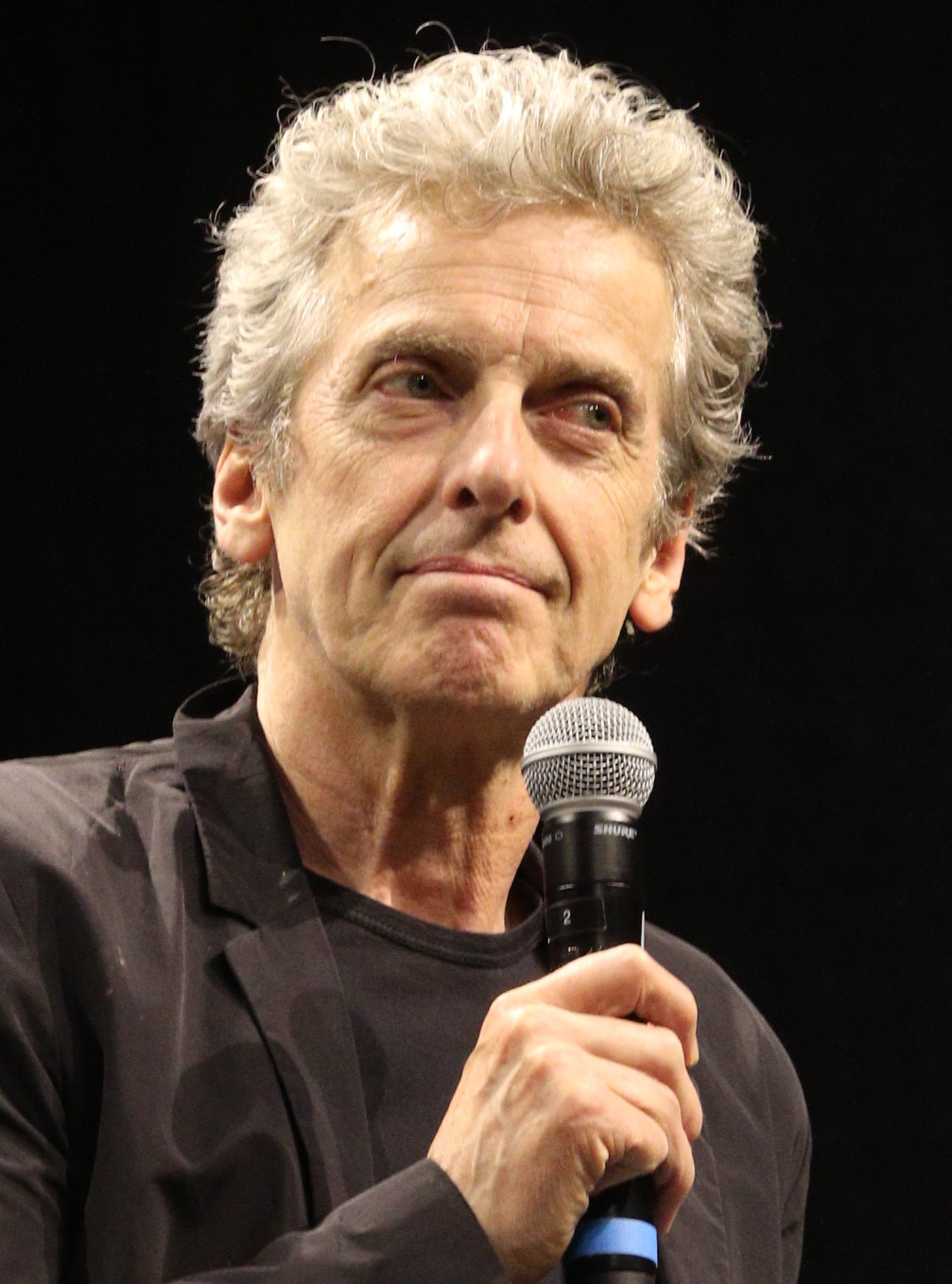
Peter Capaldi

Le 4 août 2013, le nom du nouvel acteur interprétant le Docteur est annoncé sur les chaînes du groupe de la BBC : il s'agit de Peter Capaldi, qui a déjà joué dans la série dans l'épisode La Chute de Pompéi. Il marque une très nette différence avec ses précédentes incarnations, et ce dès le début : il est indépendant, froid et sarcastique. Il s'agit toutefois d'une façade qu'il admet dans l'épisode La Momie de l'Orient-Express que sa compagne Clara Oswald arrive à percer. Après le décès prématuré de celle-ci, il voyage avec Nardole, un ancien assistant de River Song, et Bill Potts, une cantinière à l'Université de Bristol. La relation avec sa vieille ennemie Missy fait partie des sous-intrigues de son ère, surtout dans la Saison 10, où elle semble même devenir une intrigue à part entière.
L'ère du Douzième Docteur est également marquée par une baisse significative des taux d'audiences, que Peter Capaldi, Steven Moffat et Mark Gatiss attribuent à un mauvais choix de créneau de diffusion par la BBC, trop tardif pour les enfants.
Peter Capaldi annonce son départ de la série le 30 janvier 2017 : il tire sa révérence le 25 décembre 2017, au cours de l'épisode Il était deux fois.

### Treizième Docteur(2017-2022 / 2025)

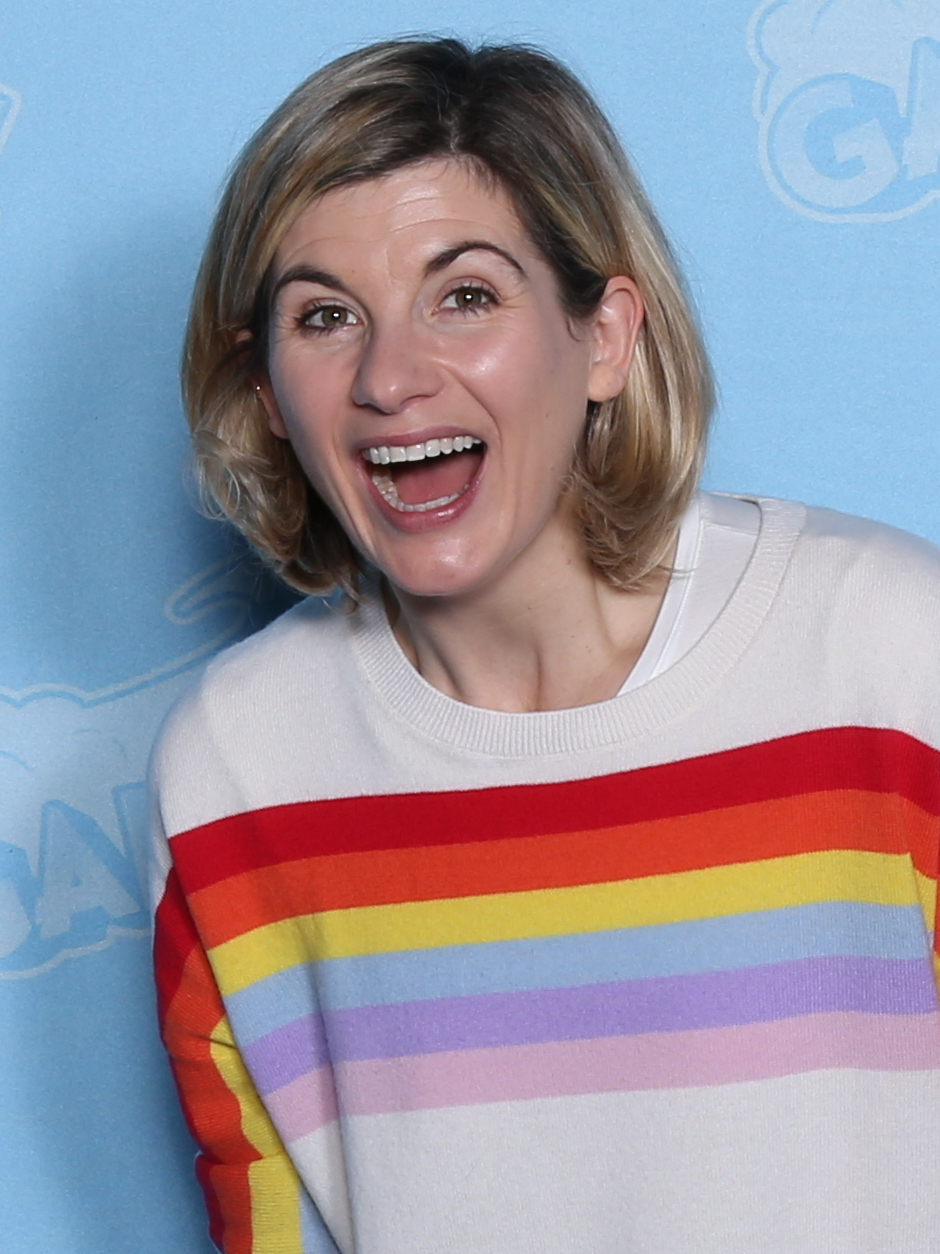
Jodie Whittaker

Le 16 juillet 2017, l'actrice Jodie Whittaker, pour incarner le Treizième Docteur, a été révélée. Elle est la première femme à interpréter le rôle. Elle prend la relève de Peter Capaldi à la fin de l'épisode de Noël 2017, Il était deux fois.
L'ère du Treizième Docteur possède de nombreux changements par rapport aux années précédentes. Dans un premier temps, les saisons sont raccourcies de 2 épisodes, passant de 12 à 10, mais avec des durées d'épisode de 50 minutes, à l'exception de la Saison 13 qui ne possède que 6 épisodes mais regroupés en une seule histoire. Le compositeur Murray Gold, présent depuis 2005, laisse ici sa place à Segun Akinola. La diffusion des épisodes est aussi passée du samedi au dimanche. Les épisodes de Noël sont ici remplacés par des épisodes de Nouvel An.
Elle est présente dans la Saison 11 avec comme premier épisode La femme qui venait d'ailleurs diffusé le 7 octobre 2018. Elle sera accompagnée par Yasmin Khan, Graham O'Brien et Ryan Sinclair. Lors de l'épisode Le Monument fantôme, des créatures présentes sur la planète Désolation mentionnent au Docteur « L'Enfant intemporel », terme énigmatique qui sera de nouveau présent dans la Saison 12.
Lors de l'épisode Résolution, diffusé au cours du Nouvel An 2019, le Docteur et la Team TARDIS font la rencontre d'un Dalek de reconnaissance, faisant partie d'un des premiers Daleks à avoir atteint la Terre au IXe siècle.
Durant la Saison 12, tout le groupe va faire la rencontre de nombreux personnages importants de la vie du Docteur, à commencer par le retour du Maître, interprété par Sacha Dhawan, dans le double épisode La Chute des espions, première et deuxième partie et qui revient dans le final de la saison, L'Ascension des Cybermen et Les Enfants intemporels. Ce dernier explique au Docteur qu'il a détruit Gallifrey après avoir découvert la vérité sur « L'Enfant intemporel » mais qu'il décide de laisser le Docteur dans le flou tout au long de la saison. Ce n'est qu'après avoir montré toute l'histoire au Docteur dans la Matrice de Gallifrey qu'il lui dit que « L'Enfant intemporel », à l'origine de la régénération chez les Seigneurs du Temps, n'est d'autre que le Docteur elle-même. Dans l'épisode Le Contrat des Judoons, le Docteur fait la rencontre du Docteur Fugitive, une ancienne vie du Docteur qui a été effacée de la mémoire du Docteur par la Division sur Gallifrey. Dans ce même épisode, la Team TARDIS est téléportée sur un vaisseau par le Capitaine Jack Harkness, déjà apparue au cours de l'ère du Neuvième et Dixième Docteur, qui les avertit concernant le Cyberman Solitaire et le Cyberium. Au cours de l'épisode Apparitions à la villa Diodati, les personnes voient l'arrivée du Cyberman Solitaire qui recherche le Cyberium prisonnier dans l'esprit de Percy Shelley. À la fin de l'épisode Les Enfants intemporels le Docteur est en prison à la suite des événements de l'épisode Le Contrat des Judoons.
Dans l'épisode spécial Nouvel An de 2021 La Révolution des Daleks, le Docteur est libéré de prison par le Capitaine Jack Harkness et revient sur Terre, 10 mois après le final de la Saison 12. À la fin du spécial, Ryan et Graham décident de rester sur Terre pour faire leur vie, à l'exception de Yaz qui n'est pas prête à partir.
La Saison 13, aussi appelé Doctor Who: Flux voit l'arrivée d'un nouveau compagnon du nom de Dan Lewis. Lors de la saison, le Flux, détruisant la moitié de l'univers, a été créé par la Division afin de permettre de passer d'un univers à l'autre. Ce n'est que dans le chapitre 5, Survivants du Flux, que l'on comprend que Tecteun, la mère adoptive du Docteur est derrière tout ça et l'a fait à cause du Docteur. C'est au cœur de la station que le Docteur découvre une montre à gousset qui contient toutes les vies volées et cachées du Docteur par la Division.
C'est le 29 juillet 2021 que la BBC révèle que Jodie Whittaker part de la série. Son dernier épisode, Le Pouvoir du Docteur, est diffusé le 23 octobre 2022 à l'occasion du 100e anniversaire de la BBC. On découvre à la fin du spécial que Jodie Whittaker se régénère en David Tennant qui revient interpréter une nouvelle incarnation du Docteur uniquement pour le 60e anniversaire de la série.
Son Docteur fait une apparition lors de l'épisode La Guerre de la réalité, en 2025, final de la Saison 2 et de l'ère du Quinzième Docteur interprété par Ncuti Gatwa.

### Docteur Fugitive(2020-2022 / 2025)

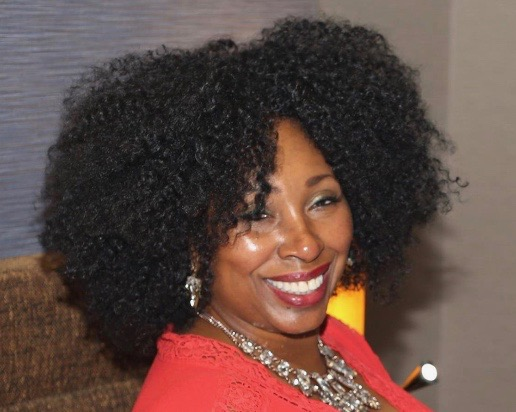
Jo Martin.

Le 26 janvier 2020, l'actrice britannique d'origine jamaïcaine Jo Martin fait ses débuts en tant que Docteur dans l'épisode Le Contrat des Judoons, dans lequel le Treizième Docteur rencontre son alter ego et son TARDIS.
Jo Martin est la première actrice de couleur à jouer le personnage. Dans l'épisode Les Enfants intemporels de la Saison 12, on apprend que le Docteur n'est pas un Seigneur du Temps mais d'une espèce inconnue. Enfant, le Docteur est recueilli par une exploratrice Shobogan du nom de Tecteun. Elle se met à essayer de savoir qui est cet enfant. C'est lors d'un événement dramatique que Tecteun découvre la capacité de régénération de l'enfant et se lance dans de nombreuses années d'expérience sur l'enfant, enchaînant les différentes régénérations de l'enfant jusqu'à comprendre le secret. Tecteun décida de tester sa théorie et de s'injecter la solution lui permettant de se régénérer. Tecteun permet par la suite aux Gallifreyans de se régénérer jusqu'à 12 fois et de se renommer en "Seigneurs du Temps".
Une société secrète de Gallifrey nommée la Division est le lieu où le Docteur, avant d'avoir la mémoire effacée, travaillait. Avant de s'échapper de la Division, le Docteur a une dernière mission aux côtés d'un Lupari du nom de Karvanista où ils doivent arrêter Swarm et Azure, deux Ravagers qui ont capturé des millions et des millions de vies dans des Passagers, retenus dans le Temple d'Atropos sur la planète Temps. C'est à ce même moment que le Treizième Docteur partage l'esprit du Docteur Fugitive dans l'épisode Il n'était pas une fois dans la Saison 13.
Après sa dernière mission, le Docteur se cache à Gloucester en se rendant humaine avec à ses côtés Lee Clayton devenu son mari. Ce n'est qu'en 2020, lorsque des Judoons et le commandant Gat sont à sa recherche, que le Treizième Docteur tente de comprendre qui est le fugitif recherché par les Judoons, avant d'enfin comprendre que c'était Ruth et qu'elle est une vie passée de cette dernière, or cela ne semble pas possible pour le Docteur Fugitif dans l'épisode Le Contrat des Judoons dans la Saison 12.
Alors qu'elle n'était encore qu'une fugitive, elle fait la rencontre du dieu Anansi. Lors d'un pari, Anansi décide de mettre sa propre fille en tant que récompense pour le Docteur. Mais cette dernière refuse et s'enfuit au loin, poussant Abena à se lier avec le Barbier, par soif de vengeance, des années plus tard dans l'épisode Le Moteur à Histoires de la Saison 2 de 2025.
Son positionnement dans la vie du Docteur est encore inconnu, or elle se trouve bien longtemps avant l'incarnation du Premier Docteur de William Hartnell.

### Quatorzième Docteur(2022-2023)

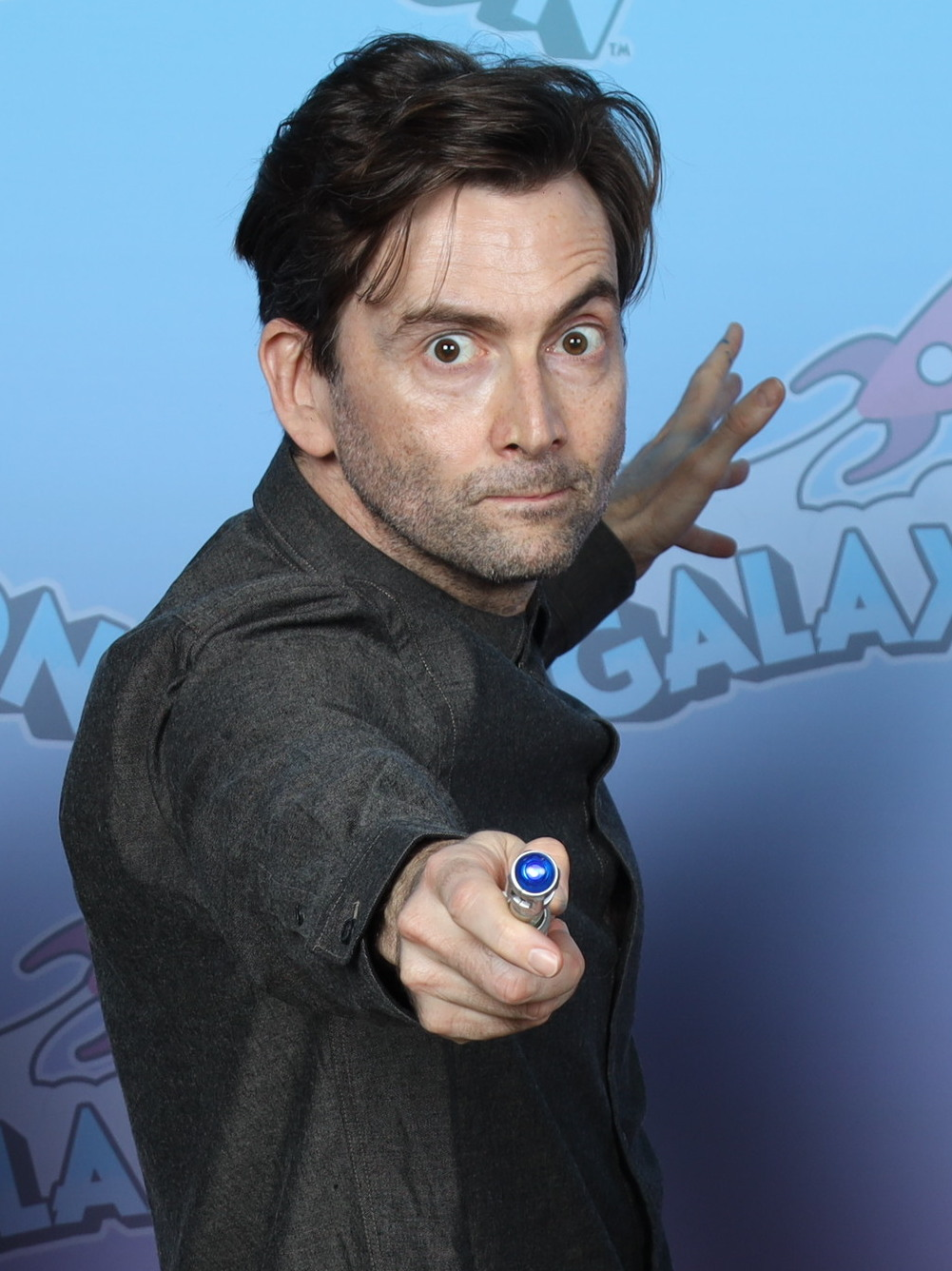
David Tennant

Le Quatorzième Docteur fait son apparition dans Le Pouvoir du Docteur, l'épisode spécial 100e anniversaire de la BBC. C'est le premier Docteur de l'histoire de la série à reprendre le visage d'une incarnation passée, ici, le Dixième Docteur. Il est interprété par David Tennant.
Au cours de 3 épisodes spéciaux diffusés à l'occasion des 60 ans de la série, le Quatorzième Docteur retrouve son ancienne compagne Donna Noble qui récupère la mémoire en partageant le surplus d'énergie de Seigneur du Temps avec sa fille Rose. Après avoir vaincu le Meep et voyagé à la lisière de l'univers à la suite d'un problème avec le TARDIS, le Docteur revient en 2023 pour affronter son ancien ennemi le Fabricant de Jouets.
Ce dernier provoque sa mort en le visant avec un rayon galvanique de UNIT. Pour la première fois, ce n'est pas une régénération qui s'ensuit mais une bi-génération : le Docteur se divise alors en deux incarnations, le Quatorzième et le Quinzième. Alors que le Quinzième Docteur part à l'aventure dans son propre TARDIS dédoublé, le Quatorzième choisit de prendre sa retraite en profitant de sa nouvelle famille : ses anciennes compagnes Mel et Donna, son mari Shaun, son grand-père Wilf, sa mère Sylvia et sa fille Rose.

### Quinzième Docteur(2023-2025)

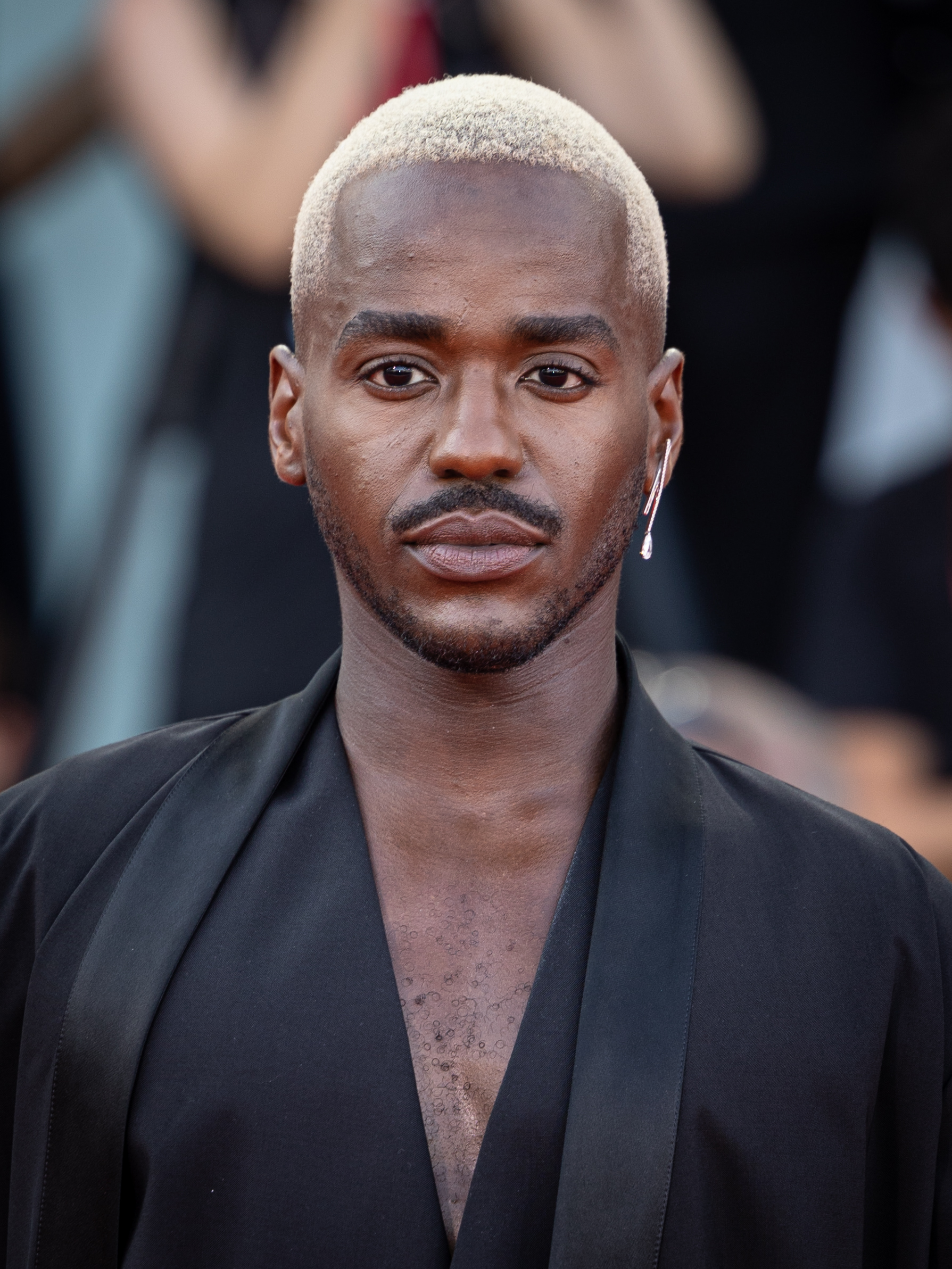
Ncuti Gatwa

Le Quinzième Docteur fait son apparition dans l'épisode Le Fabricant de Jouets (2023), à la suite d'une bi-génération lors d'un affrontement avec le Fabricant de Jouets.
Ncuti Gatwa interprète un Docteur particulièrement émotif, que ce soit par de grandes manifestations de joie ou par des phases de tristesse intense au cours desquelles les larmes lui viennent facilement. Il a une garde-robe très vaste et variée, lui permettant de se fondre dans la masse ou les époques où il se trouve.
Au cours de ses aventures, il fait la rencontre de Ruby Sunday dans l'épisode spécial Noël 2023 L'église de Ruby Road. Une jeune fille qui a été abandonnée à la naissance, la veille de Noël 2004, sur le porche d'une église sur Ruby Road, lui donnant ainsi son prénom. Cependant, sa mère biologique reste un mystère pour le duo, tentant de le découvrir au cours de leurs voyages.
Le Docteur et Ruby assistent à plusieurs reprises à de la neige tombant tout autour d'eux, sans explication, comme dans les épisodes Les Bébés de l'Espace, L'Accord du Diable, BOUM ou encore 73 Yards. Lors du final de la Saison 1, dans les épisodes La Légende de Ruby Sunday et L'Empire de Mort, UNIT aide le Docteur et Ruby à découvrir l'identité de la mère de Ruby qui se trouve être juste une maman ayant abandonné sa fille, à contrecœur, à cause de ses problèmes de famille.
En parallèle de ce mystère, le Docteur et Ruby sont suivis par une femme, qui s'appelle Susan Triad, à chaque endroit où le TARDIS atterit et qui été déjà présente dans l'épisode Aux Confins de l'Univers en tant que femme de ménage auprès de Sir Isaac Newton. Elle se trouve lié avec « celui qui attends » mentionné par le Fabricant de Jouets dans l'épisode éponyme, mais également par Maestro dans l'épisode L'Accord du Diable et lié avec des grognements du TARDIS se faisant entendre dans les épisodes Aux Confins de l'Univers, L'Accord du Diable, Rogue et La Légende de Ruby Sunday avant de révéler que l'entité derrière tout ça était Sutekh, Dieu de la Mort qui s'était accroché au TARDIS depuis Pyramids of Mars en 1975.
Le 24 mai 2025, le Docteur sauve Belinda Chandra qui s'est fait capturer par des Mllebelindachandrarobots sur la planète Mllebelindachandra 1 dans l'épisode La Révolution des Robots. En voulant ramener Belinda sur Terre, cette dernière a complètement disparue. Lors de leurs aventures involontaires, le Docteur récupère les données des lieux où ils se trouvent avec un Vindicateur. Au cours des épisodes Le Puits et Le Concours Interstellaire de la Chanson, le duo apprends que la Terre a disparue et qu'elle n'existe plus. En parallèle de leurs aventures, Mrs Flood, voisine de Ruby dans les épisodes L'église de Ruby Road, 73 Yards, La Légende de Ruby Sunday et L'Empire de Mort, suit le Docteur et Belinda partout où il se rendent pour récupérer les données du Vindicateur. Ce n'est que dans l'épisode Le Concours Interstellaire de la Chanson que Mrs Flood subit une bi-génération et révèle être la Rani depuis tout ce temps.
Au cours des épisodes Le Monde du souhait et La Guerre de la réalité, la Rani et Mrs Flood, accompagné de Conrad Clark, antagoniste de l'épisode Jour de chance, et de Desiderium, Dieu des Souhaits, qui est encore un bébé, veulent ramener Omega pour recréer les Seigneurs du Temps et Gallifrey. Avec les pouvoirs du dieu bébé, Conrad crée un monde, selon ses désirs, dans lequel le Docteur et Belinda ont une fille qui s'appelle Poppy bien que ceci soit impossible. Après avoir tout remis en ordre, Poppy disparaît mais avec l'aide de Ruby, le Docteur utilise de l'énergie régénératrice, sacrifiant une vie, pour recalibrer la réalité et ramener Poppy qui est la fille de Belinda.

### ?(2025-Présent)

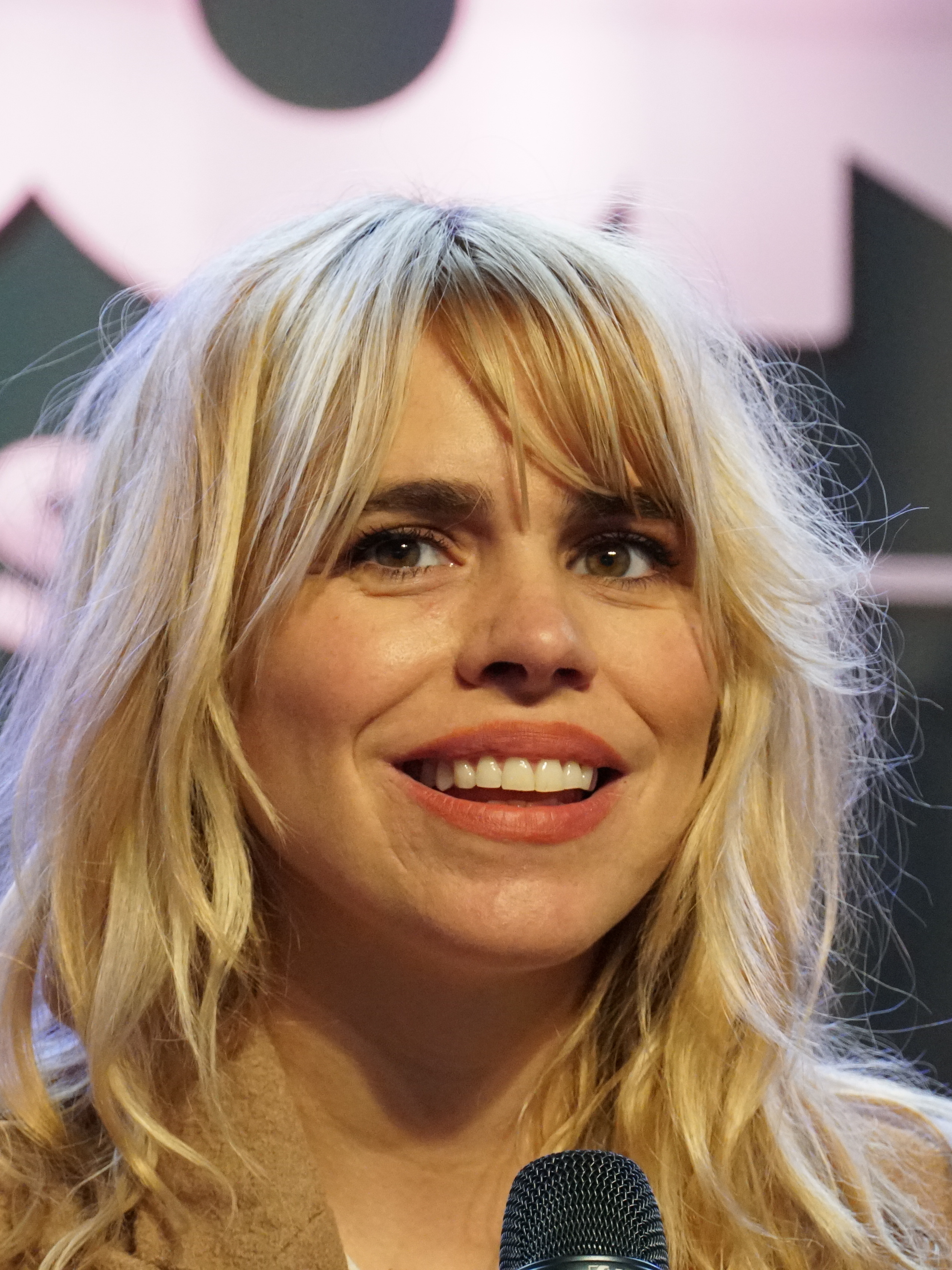
Billie Piper

Une nouvelle incarnation fait son apparition dans l'épisode La Guerre de la réalité, final de la Saison 2 (2025), à la suite d'une régénération causée par son prédécesseur en recalibrant l'univers et la réalité correctement en y laissant une vie.
À la suite de la régénération, l'actrice de Billie Piper apparaît mais sa véritable identité reste encore inconnue.
Billie Piper avait interprétée Rose Tyler au cours de la Saison 1 en 2005, de la Saison 2 en 2006 et de la Saison 4 en 2008, mais aussi l'entité « Méchant Loup » dans l'épisode spécial 50e anniversaire Le Jour du Docteur en 2013.

## Régénérations
Le Docteur et les Seigneurs du Temps, partagent une avantage génétique sur les autres espèces qui s'appelle la régénération, les permettant de vaincre la mort.
Au cours de la série, le Docteur a subis de nombreuses régénérations, diverses et variées selon la cause.

### Cycles de régénérations connues
| Docteur(s)                   | Interprète            | Épisode(s)                      | Contexte |
| ---------------------------- | --------------------- | ------------------------------- | --- |
| Enfants intemporel (1re vie) |                       |                                 | |
| 1er enfant intemporel        | —                     | Les Enfants intemporels (2020)  | Chute d'une falaise sur Gallifrey. |
| 2e enfant intemporel         | —                     | Les Enfants intemporels (2020)  | Succombe aux expériences de sa mère adoptive, Tecteun. |
| 3e enfant intemporel         | Grace Nettle          | Les Enfants intemporels (2020)  | Succombe aux expériences de sa mère adoptive, Tecteun. |
| 4e enfant intemporel         | Leo Tang              | Les Enfants intemporels (2020)  | Succombe aux expériences de sa mère adoptive, Tecteun. |
| 5e enfant intemporel         | Jac Jones             | Les Enfants intemporels (2020)  | Succombe aux expériences de sa mère adoptive, Tecteun. |
| 6e enfant intemporel         | —                     | Les Enfants intemporels (2020)  | Succombe aux expériences de sa mère adoptive, Tecteun. |
| 7e enfant intemporel         | Jesse Deyi            | Les Enfants intemporels (2020)  | — |
| 1er Cycle de régénération    |                       |                                 | |
| 1. Premier Docteur           | William Hartnell      | The Tenth Planet (1966)         | Succombe apparemment à cause de son grand âge. |
| 2. Deuxième Docteur          | Patrick Troughton     | The War Games (1969)            | Forcé de changer d'apparence, il est exilé sur Terre par les Seigneurs du Temps à titre de sanction. |
| 3. Troisième Docteur         | Jon Pertwee           | Planet of the Spiders (1974)    | Absorbe une dose mortelle de radiations en désactivant un dispositif menaçant une colonie humaine. |
| 4. Quatrième Docteur         | Tom Baker             | Logopolis (1981)                | Le Maître le fait chuter du radiotélescope du projet Pharos. |
| 5. Cinquième Docteur         | Peter Davison         | The Caves of Androzani (1984)   | Accidentellement empoisonné en même temps que sa compagne Peri, il offre sa seule dose d'antidote à la jeune femme, se sacrifiant ainsi pour la sauver.                                                                                             |
| 6. Sixième Docteur           | Colin Baker           | Time and the Rani (1987)        | Succombe à des blessures non spécifiées lors d'une attaque du TARDIS par la Rani qui provoque son crash. |
| 7. Septième Docteur          | Sylvester McCoy       | Le Seigneur du Temps (1996)     | Le TARDIS, saboté par le Maître atterrit au milieu d'une fusillade où le Docteur reçoit plusieurs balles. Transporté à l'hôpital inconscient, les médecins, déroutés par son anatomie, tentent de sonder son système cardiaque, provoquant sa mort. |
| 8. Huitième Docteur          | Paul McGann           | The Night of the Doctor (2013)  | S'écrase sur la planète Karn en tentant de sauver la pilote Cass qui refuse son aide en apprenant qu'il est un Seigneur du Temps. Les sœurs de Karn le réanime pour lui laisser choisir sa prochaine incarnation.                                   |
| 9. Docteur de la Guerre      | John Hurt             | Le Jour du Docteur (2013)       | Ayant réussi à sauver Gallifrey de la Guerre du Temps et ainsi accompli sa mission, il n'a plus de raison d'exister et se régénère. |
| 10. Neuvième Docteur         | Christopher Eccleston | À la croisée des chemins (2005) | Sa compagne Rose Tyler ayant regardé dans le cœur du TARDIS pour le sauver, il absorbe à son tour l'énergie qu'elle a reçue pour éviter qu'elle ne succombe et se sacrifie en conséquence.                                                          |
| 11. 1er Dixième Docteur      | David Tennant         | La Fin du voyage (2008)         | Touché par un tir de Dalek, il commence sa régénération mais l'arrête une fois son corps guéri en transférant l'énergie restante à son ancienne main coupée dans L'invasion de Noël, ce qui lui permet de conserver son apparence.                  |
| 12. 2e Dixième Docteur       | David Tennant         | La Prophétie de Noël (2010)     | Absorbe une dose mortelle de rayonnements en sauvant la vie de Wilfred Mott, qui était prisonnier d'un générateur extraterrestre défaillant. |
| 13. Onzième Docteur          | Matt Smith            | L'Heure du Docteur (2013)       | Succombe à un âge très avancé après avoir défendu pendant plusieurs siècles la planète Trenzalore où la Guerre du Temps menaçait de resurgir. |
| 2e Cycle de régénération     |                       |                                 | |
| 1. Douzième Docteur          | Peter Capaldi         | Il était deux fois (2017)       | Reçoit plusieurs tirs de Cyberman dans Le Docteur tombe. |
| 2. 1er Treizième Docteur     | Jodie Whittaker       | Le Pouvoir du Docteur (2022)    | Subit une régénération forcée par le Maître qui prends possession du corps du Docteur |
| 3. Le Docteur-Maître         | Sacha Dhawan          | Le Pouvoir du Docteur (2022)    | Régénération forcée inversée grâce à Yasmin Khan avec l'aide de l'hologramme du Docteur sous l'apparence du Docteur Fugitive et de l'énergie régénératrice des Cybermaîtres.                                                                        |
| 4. 2e Treizième Docteur      | Jodie Whittaker       | Le Pouvoir du Docteur (2022)    | Mortellement blessée par Le Maître qui relâche sur elle le faisceau d’énergie Qurunx. |
| 5. Quatorzième Docteur       | David Tennant         | Le Fabricant de Jouets (2023)   | Transpercé par un laser par le Fabricant de Jouets, il ne disparait toutefois pas et coexiste avec son incarnation suivante via une bi-génération.                                                                                                  |
| 6. Quinzième Docteur         | Ncuti Gatwa           | La Guerre de la réalité (2025)  | Sacrifie une vie pour recalibrer la réalité correctement. |
| 7. ?                         | Billie Piper          | —                               | — |

La régénération est généralement aléatoire : le Docteur ne sait pas à l'avance quelle sera sa future apparence. Seules ses deuxième et huitième incarnations ont eu la possibilité de faire un choix ; mais n'arrivant pas à se décider, le deuxième Docteur fut contraint au hasard par les Seigneurs du Temps tandis que le huitième Docteur n'a pas choisi son apparence, mais sa future personnalité ("Make me a warrior", c'est-à-dire "Faites de moi un guerrier"). La régénération du quatrième Docteur a été préfigurée par l'apparition du Guetteur, une figure fantomatique ayant suivi, surveillé et aidé le Docteur au cours de sa dernière aventure. Le Guetteur finit par fusionner avec le Quatrième Docteur mourant pour déclencher sa régénération. Les dixième et onzième Docteurs furent également prévenus à l'avance de diverses manières de leur fin imminente.
Une régénération du Docteur n'a pas abouti à un changement de corps, dans La Fin du Voyage : alors que le dixième Docteur vient d'être touché par le tir d'un Dalek, il commence à se régénérer mais transfère alors le surplus d'énergie de sa régénération dans son ancienne main (coupée dans L'Invasion de Noël (2005), aussitôt remplacée et récupérée par la suite). Ainsi, le Docteur s'est régénéré suffisamment longtemps pour soigner ses blessures mais a stoppé le processus avant que le changement de corps ait lieu. Plus tard, Donna, en touchant la main, déclenche la régénération de celle-ci, créant ainsi un second Docteur à moitié humain. Une autre régénération a vu le Docteur revenir à une de ces précédentes incarnations : le treizième Docteur se régénère en reprenant l'apparence du Dixième Docteur dans Le Pouvoir du Docteur, ce qui n'est pas sans provoquer chez lui une grande stupéfaction. Malgré ce retour en arrière, il est néanmoins considéré comme le Quatorzième Docteur.
La régénération du Quatorzième Docteur est également différente : appelée « bi-génération », un processus considéré comme un mythe, elle voit l'incarnation qui s'est régénérée se diviser en deux êtres distincts, à savoir la dite incarnation qui est guéri de ses blessures ainsi que la nouvelle tout juste créée. Les deux Docteurs issus de cette régénération existent ainsi simultanément.
Dans l'ancienne série, il est fait mention d'une règle selon laquelle les Seigneurs du Temps ne peuvent se régénérer que douze fois : bien que ceci soit contestable au vu de certaines paroles du Docteur dans d'autres épisodes, le Docteur confirme cette règle dans L'Heure du Docteur, où il explique à Clara avoir déjà épuisé son cycle de douze régénérations (en comptant la régénération avortée du Dixième Docteur). Cependant, dans ce même épisode, de l'énergie régénératrice lui est donnée grâce à la fissure reliant sa dimension à celle de Gallifrey. Il explique par ailleurs qu'un nouveau cycle se met en place. L'épisode Les Enfants intemporels révèle que le Docteur, étant l'enfant intemporel, est à l'origine de la régénération des Seigneurs du Temps, mais ne semble pas limité par cette règle des 12 régénérations.

### Cycles de régénérations inconnues
Certaines régénérations du Docteur n'ont pas encore été montrées à l'écran :
| Docteur(s)                                             | Interprète           | Épisode(s) | Contexte |
| ------------------------------------------------------ | -------------------- | --- | --- |
| Cycle Docteur-Morbius                                  |                      | | |
| 1er Docteur-Morbius                                    | Christopher Barry    | The Brain of Morbius (1976) & Les Enfants intemporels (2020)                                                               | Il s'agit du premier réalisateur de The Brain of Morbius. |
| 2e Docteur-Morbius                                     | Robert Banks Stewart | The Brain of Morbius (1976) & Les Enfants intemporels (2020)                                                               | Il s'agit du scénariste de The Brain of Morbius. |
| 3e Docteur-Morbius                                     | Christopher Baker    | The Brain of Morbius (1976) & Les Enfants intemporels (2020)                                                               | Il s'agit du premier assistant de production de The Brain of Morbius. |
| 4e Docteur-Morbius                                     | Philip Hinchcliffe   | The Brain of Morbius (1976) & Les Enfants intemporels (2020)                                                               | Il s'agit du producteur de The Brain of Morbius. |
| 5e Docteur-Morbius                                     | Douglas Camfield     | The Brain of Morbius (1976) & Les Enfants intemporels (2020)                                                               | Il s'agit du second réalisateur de The Brain of Morbius. |
| 6e Docteur-Morbius                                     | Graeme Harper        | The Brain of Morbius (1976) & Les Enfants intemporels (2020)                                                               | Il s'agit du second assistant de production de The Brain of Morbius. |
| 7e Docteur-Morbius                                     | Robert Holmes        | The Brain of Morbius (1976) & Les Enfants intemporels (2020)                                                               | Il s'agit du showrunner de The Brain of Morbius. |
| 8e Docteur-Morbius                                     | George Gallaccio     | The Brain of Morbius (1976) & Les Enfants intemporels (2020)                                                               | Il s'agit du chef de l'unité de production de The Brain of Morbius. |
| Cycles Inconnues                                       |                      | | |
| Docteur Fugitive                                       | Jo Martin            | Le Contrat des Judoons (2020), Il n'était pas une fois (2021), Le Pouvoir du Docteur (2022) & Le Moteur à Histoires (2025) | Son positionnement est inconnue dans la vie du Docteur. Il semble juste qu'elle se soit enfuie de la Division après une dernière mission sur la planète Temps, dans le temple d'Atropos pour arrêter Swarm et Azure |
| Le Conservateur                                        | Tom Baker            | Le Jour du Docteur (2013)                                                                                                  | Apparaît pour les 50 ans de la série en tant qu'incarnation future et "retraitée" du Docteur |
| Le Valeyard                                            | Michael Jayston      | Trial of a Timelord (1986)                                                                                                 | Apparaît dans la Saison 23 de la série classique en tant qu'incarnation maléfique du Docteur se trouvant entre sa 12e et dernière incarnation selon les dires du Maître |
| Le Seigneur des Rêves                                  | Toby Jones           | Le Seigneur des Rêves (2010)                                                                                               | Apparaît dans l'épisode éponyme en 2010 en tant qu'incarnation créée par le Docteur dans une fausse réalité, mais étant néanmoins une vrai facette du Docteur refoulée. |
| Docteur Shalka                                         | Richard E. Grant     | Scream of the Shalka (2003) & Rogue (2024) (image d'archive)                                                               | Présenté comme le 9e Docteur lors du 40e anniversaire de la série dans une mini-série animée, mais avec l'arrivée de Christopher Eccleston en tant que Neuvième Docteur en 2005, il fut décanonisé. Ce n'est que lors de la diffusion de l'épisode Rogue de la Saison 1 de 2024 que ce Docteur fut de nouveau canonisé, or son positionnement dans la ligne temporelle du Docteur n'est pas encore établi. |
| Cycle « The Curse of Fatal Death »                     |                      | | |
| 9e Docteur alternatif (Le Docteur)                     | Rowan Atkinson       | Doctor Who and the Curse of Fatal Death (1999)                                                                             | Incarnations présentées dans un court-métrage comique écrit par Steven Moffat en 1999, mettant en avant 5 nouvelles incarnations futures et alternatives du Docteur. Chaque incarnation se faisant tué d'une façon de plus en plus ridicule à chaque fois. |
| 10e Docteur alternatif (Le Docteur presque beau gosse) | Richard E. Grant     | Doctor Who and the Curse of Fatal Death (1999)                                                                             | Incarnations présentées dans un court-métrage comique écrit par Steven Moffat en 1999, mettant en avant 5 nouvelles incarnations futures et alternatives du Docteur. Chaque incarnation se faisant tué d'une façon de plus en plus ridicule à chaque fois. |
| 11e Docteur alternatif (Le Docteur timide)             | Jim Broadbent        | Doctor Who and the Curse of Fatal Death (1999)                                                                             | Incarnations présentées dans un court-métrage comique écrit par Steven Moffat en 1999, mettant en avant 5 nouvelles incarnations futures et alternatives du Docteur. Chaque incarnation se faisant tué d'une façon de plus en plus ridicule à chaque fois. |
| 12e Docteur alternatif (Le Docteur beau gosse)         | Hugh Grant           | Doctor Who and the Curse of Fatal Death (1999)                                                                             | Incarnations présentées dans un court-métrage comique écrit par Steven Moffat en 1999, mettant en avant 5 nouvelles incarnations futures et alternatives du Docteur. Chaque incarnation se faisant tué d'une façon de plus en plus ridicule à chaque fois. |
| 13e Docteur alternatif (Le Docteur féminin)            | Joanna Lumley        | Doctor Who and the Curse of Fatal Death (1999)                                                                             | Incarnations présentées dans un court-métrage comique écrit par Steven Moffat en 1999, mettant en avant 5 nouvelles incarnations futures et alternatives du Docteur. Chaque incarnation se faisant tué d'une façon de plus en plus ridicule à chaque fois. |

## Le Docteur dans les films
Le personnage du Docteur est aussi joué au cinéma par Peter Cushing dans deux films: Dr Who contre les Daleks et Les Daleks envahissent la Terre, où le Docteur a pour véritable nom de famille « Who ». C'est un être humain, à mi-chemin entre le savant fou et le bricoleur du dimanche qui a construit lui-même le TARDIS. La version que donne Cushing du Docteur est assez éloignée de celle d'Hartnell.